# Русская литература
Ни одна страна не ценила литературу больше, чем Россия.
Русская литература, русская словесность — литература русского народа или созданная на русском языке.
Временем её зарождения принято считать вторую половину X века. Является одной из важнейших составляющих культуры России. На основных этапах своего развития по масштабам постановки социально-нравственных проблем и новизне эстетических решений она создала идейно-художественные ценности на уровне мировой литературы. Многие произведения русской литературы ставят основные вопросы русской жизни в связи с общечеловеческим историческим опытом. Американская исследовательница Аниджита Банерджи рассматривала русское общество как литературоцентрическое.
Вклад в русскую словесность вносят писатели разных национальностей, в том числе двуязычные авторы, такие как киргизский прозаик Чингиз Айтматов. Вместе с тем не относятся к русскоязычной литературе сочинения российских авторов, пишущих исключительно или преимущественно на иных языках народов России, как, например, известный аварский поэт
Расул Гамзатов.

## Периодизация
Различные авторы предлагают разные варианты периодизации истории русской литературы. Энциклопедический словарь Брокгауза и Ефрона, изданный в конце XIX века, выделил три периода в истории русской литературы: от первых памятников до монголо-татарского ига, от монголо-татарского ига до конца XVII века, и с XVIII века до времени издания словаря (то есть, до конца XIX века). Д. П. Святополк-Мирский, издавший в 1927 году в Лондоне двухтомный труд по истории русской литературы, выделил в ней следующие периоды: древнерусский (XI—XVII века), переходный, период классицизма, золотой век поэзии, эпоха Гоголя, период реализма и современный ему период с 1881 года (после смерти Ф. М. Достоевского). Изданная примерно в это же время в СССР, Литературная энциклопедия разделила периоды русской литературы на следующие этапы: древнерусская литература, литература XVIII века, литература XIX века, литература XX века до Октябрьской революции и литература XX века после Октябрьской революции.
Современная электронная энциклопедия «Кругосвет» разделяет историю русской литературы на следующие периоды: древнерусская литература, литература XVIII века, литература XIX века, литература после 1917 года и новая русская литература.
Энциклопедия Кирилла и Мефодия имеет иное деление: Древнерусская литература; Литература XVIII — начала XX веков; Литература советского периода и современная; Литература русского зарубежья; Общества, кружки, журналы.
Большая российская энциклопедия выделяет разделы: древнерусская литература; XVIII век; XIX век; конец XIX века — начало XX века; советская эпоха; русское зарубежье; литературы народов России в XX—XXI веках; постсоветский период.

## Предыстория
Ряд исследователей (В. А. Истрин, Л. П. Якубинский, С. П. Обнорский, Б. А. Ларин, П. Я. Черных, А. С. Львов) высказывали предположение о существовании дохристианской некириллической письменности у восточных славян. Однако сами литературные памятники этой письменности не обнаружены, в связи с чем современная наука отказалась от этих гипотез.
Фольклор сопровождал древнерусскую литературу на протяжении всего её развития (от летописания XI — начала XII веков до «Повести о Горе-Злочастии» XVII века). В Средние века фольклор был распространён во всех слоях общества, от крестьян до княжеско-боярской аристократии. В древнерусскую письменную эпоху фольклор и литература со своей системой жанров существовали параллельно. Они взаимно дополняли друг друга и иногда вступали в тесное соприкосновение. Однако в целом фольклор слабо отразился в письменности. В средневековой литературе, в сравнении с более архаичной синкретической поэтикой фольклора, возрастает роль авторства, но одновременно растут требования следования канону, образцам, определённым Божественным замыслом.
Древнейшими известными русскими памятниками письменности являются договоры с Византией X века. Они свидетельствуют о знакомстве руси с кириллицей ещё до Крещения. Однако их подлинники не сохранились. Известны только списки в составе «Повести временных лет».

## Древнерусская литература (XI—XVII века)
Русская письменность начинает бурно развиваться с принятием христианства. Книга является средством для ознакомления с верой и пособием при совершении богослужения. Создававшейся на Руси христианской церкви понадобилась письменность и церковная литература.
Древнейшими сохранившимися памятниками письменности Руси и всего славянского мира являются Новгородский кодекс (Псалтирь и другие тексты) конца X — начала XI века, «Остромирово Евангелие», написанное дьяконом Григорием для новгородского посадника Остромира в 1057 году, и два «Изборника» князя Святослава Ярославовича 1073 и 1076 годов.
Приняв христианство от Византии, Русь была включена в духовном отношении в сферу её влияния, тем более, что первые служители церкви и первые книжники на Руси были болгарами и греками. Так как много религиозной литературы уже было переведено с греческого на болгарский (близкий славянский язык), то болгарский язык и литература оказали серьёзное влияние на развитие древнерусской литературы. Первоначально вся литература состояла из переводов с греческого, произведённых в южнославянских странах или на Руси (книги Священного Писания, творения святых отцов, жития святых, сборники мудрых изречений и тому подобное). Древнерусская литературная традиция стала, таким образом, тесно связана с византийской и болгарской литературными традициями. Она была частью Slavia Orthodoxa, литературной общности православных славян, существовавшей с IX века до начала Нового времени в условиях единой языковой среды (церковнославянский язык, его изводы, а также близкие к ним национальные литературные языки) и имевшей единый литературный фонд.
Древнерусская литература характерна аскетической христианской направленностью. Русь усваивала аскетическую византийскую традицию и не приобщалась к столичной константинопольской культуре, воспринимала только собственно христианскую литературу, исключая античную, имевшую широкое распространение в Византии. Одна из причин этого заключается в том, что схожая ситуация уже была создана в южнославянской литературе, ставшей для русской образцом. Античное наследие, ставшее в Византии основой светской образованности, воспринималось на Руси как языческое, а потому вредное для человеческой души и не имеющее культурной ценности.
Борьба
князей против поганых прекратилась,
ибо сказал брат брату:
«Это моё, и то моё же».
И стали князья про малое
«это великое» говорить
и сами на себя крамолу ковать.
А поганые со всех сторон приходили с победами
на землю Русскую.
Литература Руси решала преимущественно внелитературные задачи. Важнейший принцип средневековой культуры «imitatio» (подражание, уподобление) предполагал, что благодатные дары приобретаются на пути приобщения к образцам, в том числе словесным. Поэтому главной задачей для древнерусских книжников виделось спасение души. Почти весь корпус известной литературы имел богословскую и религиозно-учительную направленность, включая летописные памятники. Такой тип православной литературы, как «че́тьи сборники» предназначался для того, чтобы сформировать у читателя навыки христианского служения. История, записанная в летописях, воспринимались в первую очередь как реализация Божьего промысла. Такой подход не предполагал вымысла, художественной фикции. Особняком среди сохранившихся произведений стоит «Слово о полку Игореве».
Привнесённая из Византии и южнославянских стран литературная традиция характеризуется также отсутствием устойчивого авторского текста, высокой вариабельностью одного и того же текста в разных рукописях, коллективностью, традиционностью и любовью к «общим местам». По мнению Н. И. Пруцкова с соавторами и Д. С. Лихачёва, эти черты заимствовались также из традиционного древнерусского фольклора, а эпические предания о первых киевских князьях были даже включены после обработки летописцев в древнейшие летописи.

### Домонгольский период (XI—XIII века)
Для литературы XI—XIII веков характерна типологическая близость к романскому стилю, утилитарная (а не развлекательная) ориентация и сильное южнославянское влияние, получившее выражение в переносе на Русь корпуса православной книжности в болгарской обработке (первое южнославянское влияние). Основные жанры: торжественная и поучительная проповедь, житие, хождение, летопись и ансамблевый хроникальный текст. Кроме того, развитие получают дидактическая литература и переводные апокрифы.
- Остромирово Евангелие
- Изборник Святослава 1073 года
- Торжественник со «Словом о Законе и Благодати»
- Поучение Владимира Мономаха
- Радзивилловская летопись конца XV века, содержащая «Повесть временных лет»
- «Слово о полку Игореве» (титульный лист издания 1933)

Примеры литературных памятников: Новгородский кодекс, «Остромирово Евангелие», два «Изборника» князя Святослава Ярославовича 1073 и 1076 годов, «Слово о законе и благодати», «Слово» Серапиона Владимирского, «Сказание о Борисе и Глебе», «Житие Феодосия Печерского», «Хождение игумена Даниила», «Поучение Владимира Мономаха», «Повесть временных лет» и другие русские летописи, «Слово о полку Игореве», «Моление Даниила Заточника», «Слово о погибели Русской земли».
- Владимир I (ок. 956-1015)
- Иоаким Корсунянин (ум. 1030)
- Ярослав Мудрый (ок. 978—1054)
- Иларион (ум. ок. 1055)
- Лука Жидята (ум. 1059)
- Антоний Печерский (ок. 983-1073)
- Феодосий Печерский (ум. ок. 1074)
- Святослав Ярославич (ок. 1027-1076)
- Леонтий Ростовский (ум. ок. 1077)
- Никон Печерский (ум. 1088)
- Иоанн II (ум. ок. 1089)
- Иоанн Печерский (ум. после 1097)
- Иаков Черноризец (XI век)
- Упырь Лихой (XI век)
- Ефрем (епископ) (конец XI века)
- Алекса Лазаревич (начало XII века)
- Нестор Летописец (ок. 1056—1114)
- Даниил Паломник (п. п. XII века)
- Пётр Бориславич (XII век)
- Никифор I (ум. 1121)
- Сильвестр (епископ Переяславский) (ум. 1123)
- Владимир Мономах (1053-1125)
- Кирик Новгородец (1110 — после 1158 (?))
- Климент Смолятич (ум. после 1164)
- Евфросиния Полоцкая (ум. ок. 1173)
- Звенислава Борисовна (ум. после 1173)
- Кирилл Туровский (1130-ок.1182)
- Даниил Заточник (XII—XIII век)
- Авраамий Смоленский (XII—XIII век)
- Симон (епископ Владимирский) (ум. 1226)
- Добрыня Ядрейкович (ум. 1232)
- Кирилл I (ум. 1233)
- Серапион Владимирский (ум. 1275)[33]

### Русская литература XIV—XVII веков
Для литературы XIV—XV веков характерна типологическая близость к готическому стилю, мистический по природе интерес к личности и к национальному прошлому, а также активная посредническая роль болгарских и сербских книжников (второе южнославянское влияние). В проповедях, агиографической литературе и хождениях этого периода просматривается ориентация на домонгольские традиции. В конце XV — середине XVI века возникает новый жанр — историко-легендарная повесть (например, «Повесть о Дракуле»). Появляются также полемические проповеди и послания (сочинения Иосифа Волоцкого, митрополита Даниила). Во второй половине XVI века развитие получают энциклопедические сочинения (Великие Четьи-Минеи, Степенная книга, Домострой) и полемическая переписка.
В XVII веке происходит постепенное формирование литературы нового типа. В первой половине этого столетия отмечается дифференциация литературы верхов и низов, зарождается светское стихотворство (С. И. Шаховской), появляются исторические повести с элементами автобиографизма и целый корпус юмористически-смеховых текстов (демократическая сатира). Основными темами сатирических повестей XVII века были: противоречия между богатыми и бедными («Азбука о голом»), государственная организация пьянства («Праздник кабацких ярыжек»), несправедливый суд («Шемякин суд», «Повесть о Ерше Ершовиче»), формальное благочестие церковников («Повесть о куре и лисице», «Притча о бражнике»), неподобающее поведение среди представителей духовенства («Повесть о попе Савве», «Калязинская челобитная»).
Во второй половине XVII века происходит оформление словесности барокко, прежде всего, благодаря инициативе царя Алексея Михайловича, пожелавшего в 1672 году открыть придворный театр. Его режиссёром и драматургом стал пастор из Немецкой слободы Иоган Грегори, написавший, в частности, 10-часовую драму «Артаксерксово действо». Вкладом в развитие русского варианта Барокко стала поэзия и драматургия Симеона Полоцкого и Димитрия Ростовского.
«Долго ль-де, протопоп, сего мучения будет?» И я ей сказал: «Марковна, до самыя до смерти». Она же против того: «Добро, Петрович».
Шедевром литературы XVII века явилось новаторское творчество опального старообрядческого лидера протопопа Аввакума, комбинирующего высокий стиль церковно-славянского языка с простонародной русской речью. Переход из XVII в XVIII век ознаменовался появлением низовой словесности в форме авантюрных повестей с новым типом героя («Повесть о Горе-Злочастии», «Повесть о Фроле Скобееве» и так далее).
В украинских и белорусских землях в XVI—XVII веках происходил литературный подъём. Европейская культура воспринималась Москвой через посредство Польши и Литвы. Московские идеологические течения XVII века представляют собой разные варианты отношения к западнорусской культуре, от категорического отвержения до заимствования в качестве идеальной модели. Препятствием для литературного обмена было то, что в западнорусской литературе на равных правах с церковнославянским языком существовала проста мова, тогда как в России единственным литературным языком продолжал считаться церковнославянский. Длительное время в России отказывались признавать, что украинские и белорусские произведения являются другой литературой на другом языке, рассматривая их языковую форму как испорченную разновидность церковнославянского. По этой причине различия в языке могли восприниматься как еретические заблуждения, что произошло в частности в отношении «Катехизиса» Лаврентия Зизания или «Учительного Евангелия» Кирилла Транквиллиона. Представление о западнорусской письменности как испорченной временем церковнославянской было в России очень устойчивым. Неприятие западнорусской литературы было связано и с развитием национальной специфики московской культуры. Греческая традиция не отделялась от западнорусской. Последнюю считал чуждой русскому православию протопоп Аввакум Петров, не делая различия между представителями греческого и латинского направления, Епифанием Славинецким и Симеоном Полоцким.
Тем не менее, ряд московских авторов переводили книги, написанные на простой мове. Произведения нескольких западнорусских авторов имели нормообразующее значение для истории московской литературы («Грамматика» Мелетия Смотрицкого, «Синопсис» Иннокентия Гизеля), труды некоторых тесно связаны московской письменностью (Лаврентий Зизаний, Николай Дилецкий, Варлаам Ясинский).
- «Хожение за три моря»
- «Повесть о Петре и Февронии Муромских»
- Лицевой летописный свод
- «Повесть о Ерше Ершовиче» (лубок из собрания Д. А. Ровинского)
- «Повесть о Шемякином суде» (иллюстрация 1916 года)
- «Звезда Пресветлая»
- «Повесть о царице и львице» (старообрядческий лицевой сборник, 1870-е годы)

Примеры литературных памятников: Новгородская первая летопись, «Повесть о Шевкале», «Задонщина», «Хожение за три моря», «Измарагд», «Сказание о Мамаевом побоище», «Повесть о взятии Царьграда турками в 1453 году», «Слово о Хмеле», «Повесть о посаднике Щиле», «Сказание о Дракуле воеводе», Великие Четьи-Минеи, «Домострой», «Казанская история», Лицевой летописный свод и другие русские летописи, «Цветник», «Великое зерцало», «Повесть о Петре и Февронии Муромских», «Плач о пленении и о конечном разорении Московского государства», «Азбука о голом и небогатом человеке», «Вертоград многоцветный», «Временник», «Звезда Пресветлая», «Повесть о бесноватой жене Соломонии», «Повесть о Бове королевиче», «Повесть о Горе-Злочастии», «Повесть о Еруслане Лазаревиче», «Повесть о Ерше Ершовиче», «Повесть о Шемякином суде», «Повесть о Карпе Сутулове», «Повесть о купце, купившем мёртвое тело и ставшем царём», «Повесть о Савве Грудцыне», «Повесть об Азовском осадном сидении донских казаков», «Повесть об Ульянии Осорьиной», «Повесть о Фроле Скобееве», «Сказание о куре и лисице», «Сказание о Словене и Русе и городе Словенске», «Слово о некоем старце», «Служба кабаку», «Повесть о царице и львице».
- Епифаний Премудрый (ум. около 1420)
- Авраамий (епископ Суздальский) (п. п. XV века)
- Нил Сорский (1433—1508)
- Иосиф Волоцкий (1439—1515)
- Иродион Кожух (XV век)
- Дмитрий Герасимов (ок. 1465 — ок. 1535)
- Максим Грек (1470—1556)
- Вассиан (Патрикеев) (ок. 1470 — после 1531)
- Афанасий Никитин (ум. ок. 1475)
- Пахомий Логофет (ум. не ранее 1484)
- Иван Чёрный (писец) (ум. ок. 1490)
- Иннокентий (Охлябинин) (ум. 1491)
- Нестор Искандер (XV век)
- Ефросин (книгописец) (в. п. XV века)
- Антоний (в. п. XV века)
- Фёдор Курицын (ум. после 1500)
- Гурий (Тушин) (ум. 1526)
- Фёдор Карпов (ок. 1475/80 — 1539/45)
- Нифонт (Кормилицын) (1480-е годы — 1561)
- Макарий (митрополит Московский) (ок. 1482—1563)
- Даниил (митрополит Московский) (ок. 1492—1547)
- Сильвестр (протопоп) (умер около 1566 года)
- Иван Пересветов (XVI век)
- Андрей Курбский (1528—1583)
- Иоанн Глазатый (XVI век)
- Матвей Башкин (XVI век)[42]
- Феодосий Косой (XVI век)
- Василий Позняков (XVI век)
- Трифон Коробейников (ум. 1594)
- Варлаам (Палицын) (XVI век)
- Авраамий (Палицын) (ок. 1550 — ок. 1626)
- Александр Ростовский (инок) (ум. п. п. XVII века)
- Иван Семёнов (ок. 1555 — 1631)
- Ермолай-Еразм (1500-е — середина XVI века)
- Иван Хворостинин (ум. 1625)
- Василий Гагара (ум. 1637)
- Иван Катырев-Ростовский (ум. 1641)
- Савва Есипов (ум. после 1643)
- Дружина Осорьин (ум. до 1648)
- Семён Харя Шаховской (п. т. XVI века — ок. 1655)
- Иван Наседка (ум. 1660)
- Симон Азарьин (ум. 1665)
- Григорий Котошихин (ум. 1667)
- Арсений (Суханов) (ок. 1600 — 1668)
- Епифаний Славинецкий (ок. 1600 — 1675)
- Фёдор Грибоедов (1610 — 1673)
- Иродион Сергеев (1615 — ок. 1690)
- Иона Маленький (XVII век)
- Аввакум Петров (1620—1682)
- Авраамий (иеромонах) (ум. после 1670)
- Симеон Полоцкий (1629—1680)
- Приказная школа (ок. 1630)
- Юрий Гивнер (1630—1691)
- Игнатий (Римский-Корсаков) (1639—1701)
- Сильвестр (Медведев) (1641—1691)
- Потап Игольнишников («Статир», 1683—1684)[43]
- Тимофей (Каменевич-Рвовский) (конец XVII века)
- «Записки Желябужского»
- Парфений Небоза (ум. 1704)
- Семён Ремезов (1642—1721)[44][45][46][47][48][49][50][51][52]

- «Букварь» Ивана Фёдорова (1574, Львов)
- «Букварь» Василия Бурцова (1634, Москва)
- «Лицевые летописцы»
- «Наставление ученику» Савватия (XVII век)
- «Увещание» Симеона Полоцкого (из «Букваря» 1660-х годов)
- «Лицевой Букварь» Кариона Истомина (1691)[53][54][55]

## Эпоха Просвещения русской литературы (XVIII век)
Эпоха Петра начала XVIII века прошла под знаком литературы русского барокко, а именно поэзии и нескольких драм Димитрия Ростовского и защитника и популяризатора идей Петра I Феофана Прокоповича. Под влиянием проповедей последнего, формируются взгляды первых русских классицистов Антиоха Кантемира и Василия Тредиаковского. Острая социально-политическая сатира Антиоха Кантемира 1720-х — 1730-х годов, которая не могла быть напечатана при его жизни, ознаменовала собой появление неофициальной литературы в Российской империи. В поэзии в это время отмечается кризис силлабической системы, на смену которой в конце 30-х — 60 гг. XVIII века пришла силлабо-тоническая система стихосложения (поэтическая реформа В. К. Тредиаковского и М. В. Ломоносова). Новаторством отличалась поэзия М. Г. Собакина. Подлинной писательской школой стал журнал «Полезное увеселение», издававшийся М. М. Херасковым в 1760—1762 гг. при Московском университете. Через него прошли все виднейшие дворянские поэты и писатели додержавинской эпохи — представители школы А. П. Сумарокова. В творчестве последнего, впервые в русской литературе, была поставлена проблема гражданина и общества, личного достоинства человека. Позднее эти идеи будут развиты в России последователями французского Просвещения (Я. П. Козельский, А. Н. Радищев и другие).
Ученики А. П. Сумарокова отказываются в лирике от ритмического и жанрового разнообразия, создавая таким образом единый лирический стиль. Поэт М. М. Херасков, в свою очередь, в 1760-е — 1770-е гг. подготавливает средний стиль поэзии Н. М. Карамзина и карамзинистов. Основными жанрами поэтической системы русского классицизма были ода (М. В. Ломоносов, Г. Р. Державин), басня (А. П. Сумароков, И. И. Хемницер, И. А. Крылов), ироикомическая поэма (В. И. Майков), и духовная поэзия (М. В. Ломоносов). Образцом героической эпопеи — поэма М. М. Хераскова «Россиада». По мнению М. Н. Сперанского, поэт Г. Р. Державин произвёл переворот в русской литературе, разрушив эстетику и нормы классицизма: «Вместо отвлечённо-разумных надындивидуальных правил классицизма Державин осуществил принцип индивидуальной выразительности. Он разрушил и отменил иерархическую систему жанров, смешал „высокое“ и „низкое“, писал „шуточные“ оды … Державин практически осуществил теорию романтического вдохновения. Поэт, по мнению Державина, может писать только о том, что он прочувствовал, что стало его мыслию, с чем он сроднился».
Редким примером стиля рококо в России и образцом «лёгкой поэзии» стала галантная поэма «Душенька» И. Ф. Богдановича.
- Михаил Ломоносов
- Александр Сумароков
- Михаил Собакин
- Гавриил Державин
- Николай Новиков
- Александр Радищев
- Николай Карамзин
- Иван Крылов

В русской прозе второй половины XVIII века происходит становление образцового утопического романа: «Непостоянная фортуна» (1763) Ф. А. Эмина, «Нума или процветающий Рим» (1768) М. М. Хераскова, «Дворянин-философ» (1769) Ф. И. Дмитриева-Мамонова, «Новейшее путешествие…» (1784) В. А. Лёвшина, «Путешествие в землю Офирскую» (1784) М. М. Щербатова, «Пересмешник» (1789) М. Д. Чулкова, «Российская Памела» (1794) П. Ю. Львова. Важным событием общественной жизни XVIII века стало появление сатирической журналистики: в 1769 году выходит первый сатирический журнал — «Всякая всячина», в полемику с которым вскоре вступил «Трутень» Н. И. Новикова. Другим новым явлением стало распространение «массовой» литературы (Ф. А. Эмин, М. Д. Чулков). По мнению С. В. Сапожкова, рассказ М. Д. Чулкова «Горькая участь» 1789 года является первым образцом детективного жанра в отечественной литературе. Дальнейшее развитие также получает драматургия — уже в форме театрального классицизма (трагедии и комедии А. П. Сумарокова, Д. И. Фонвизина, Я. Б. Княжнина, В. В. Капниста и Н. П. Николева). На смену классицизму в русской драматургии 1770-х — 1780-х гг. пришёл сентиментализм, возникший в Англии в конце 1720-х годов. В 1780-е годы в русскую литературу вступают революционер, писатель и философ А. Н. Радищев и баснописец И. А. Крылов. Знаменательным событием литературной жизни XVIII века стал выход повести «Путешествие из Петербурга в Москву», воплотившей новые принципы реалистической эстетики (изображение конкретной исторической реальности взамен метафизической реальности классицизма и созерцаний движения души в сентиментализме). Радищевская традиция получила продолжение в острой сатире И. А. Крылова, направленной против крепостничества и самодержавия («Почта духов», «Зритель», «Каиб», «Похвальная речь в память моему дедушке»). В конце XVIII века решительные шаги в деле европеизации русского литературного языка предпринял литератор эпохи сентиментализма Н. М. Карамзин. Он отменил ломоносовские нормы «трёх штилей» и создал единый литературный язык на основе разговорного языка дворянства. Этот язык ляжет в основу грамматической нормализации русского литературного языка уже в пушкинскую эпоху.
- Феофан Прокопович (1681—1736)
- Василий Тредиаковский (1703—1769)
- Антиох Кантемир (1709—1744)
- Михаил Ломоносов (1711—1765)
- Александр Сумароков (1717—1777)
- Михаил Собакин (1720—1773)
- Василий Майков (1728—1778)
- Фёдор Дмитриев-Мамонов (1728—1785)
- Сергей Друковцев (1731—1786)
- Семён Нарышкин (1731—до 1800)
- Иван Барков (1732—1768)
- Михаил Щербатов (1733—1790)
- Михаил Херасков (1733—1807)
- Фёдор Эмин (1735—1770)
- Василий Петров (1736—1799)
- Владимир Лукин (1737—1794)
- Алексей Ржевский (1737—1804)
- Елизавета Хераскова (1737—1809)
- Николай Леонтьев (1739—1824)
- Александра Ржевская (1740—1769)
- Яков Княжнин (1740—1791)
- Александр Аблесимов (1742—1783)
- Василий Рубан (1742—1795)
- Михаил Чулков (1743—1792)
- Сергей Домашнев (1743—1795)
- Ипполит Богданович (1743—1803)
- Екатерина Дашкова (1743—1810)
- Гавриил Державин (1743—1816)
- Пётр Захарьин (1744—1799)
- Николай Новиков (1744—1818)
- Денис Фонвизин (1745—1792)
- Иван Хемницер (1745—1784)
- Гавриил Гагарин (1745—1808)
- Екатерина Княжнина (1746—1797)
- Василий Лёвшин (1746—1826)
- Александр Радищев (1749—1802)
- Михаил Матинский (1750—1820)
- Николай Осипов (1751—1799)
- Анна Жукова (ум. 1799)
- Ермил Костров (1755—1796)
- Михаил Муравьёв (1757—1807)
- Дмитрий Хвостов (1757—1835)
- Николай Николев (1758—1815)
- Василий Капнист (1758—1823)
- Дмитрий Горчаков (1758—1824)
- Александр Петров (1760е—1793)
- Павел Икосов (1760—1811)
- Иван Дмитриев (1760—1837)
- Александр Клушин (1763—1804)
- Семён Бобров (1763—1810)
- Иван Долгоруков (1764—1823)
- Николай Яновский (ок. 1764—1826)
- Елизавета Чичерина (1765—1834)
- Николай Карамзин (1766—1826)
- Александра Хвостова (1768—1853)
- Иринарх Завалишин (1769—1821)
- Иван Крылов (1769—1844)
- Иван Срезневский (1770—1819)
- Гавриил Каменев (1772—1803)
- Иван Пнин (1773—1805)[5][6][7][60][61]

- «Букварь» (1701) Фёдора Поликарпова-Орлова (1670-1731)
- «Арифметика» (1703) Леонтия Магницкого (1669-1739)
- «Юности честное зерцало» (1717)
- «Первое учение отроком» (1721) Феофана Прокоповича (1681-1736)
- «Похождение Телемака» (1747, перевод)
- «Детское училище…» (1761, перевод)
- «Наставление сыну» (1768) Григория Теплова (1717-1779)
- «Российская грамматика» Михаила Ломоносова (1711-1765)
- Александр Сумароков (1717-1777) «Письмо к девицам…»
- Оды Гавриила Державина (1743-1816)
- Яков Княжнин (1740-1791) «Послание к российским питомцам…»
- Михаил Муравьёв (1757-1807) «Ода седьмая»
- Михаил Херасков (1733-1807) «К дитяти»
- Григорий Хованский (1767-1796) «Послание к детям…»
- Николай Смирнов (1767-1800) «Покинутое дитя»
- Павел Голенищев-Кутузов (1767-1829) «Баюкальная песенка»
- Александр Шишков (1754-1841) «Колыбельная песенка» и стихи
- Иван Дмитриев (1760-1837) «К младенцу»
- Николай Карамзин (1766-1826)
- Антон Прокопович-Антонский (1762-1848)
- Александр Петров (1760е-1793)
- «Детская философия…» (1779) Андрея Болотова (1738-1833)
- Детское чтение для сердца и разума
- «Детский приятель» (1791), «Крестьянские сказки» (1793) и «Новая российская азбука» (1795) А. Г. Решетникова
- «Басни и сказки» (1799) Ивана Хемницера (1745-1784)[53][54][62][55]

## Золотой век русской литературы (XIX век)
Выражение «золотой век нашей словесности» впервые употребил Пётр Плетнёв в статье «Письмо к графине С. И. С. о русских поэтах». Впоследствии, выражение золотой век русской литературы стало крылатым и применяется к классической русской литературе почти всего XIX века.
Начало XIX века в русской литературе проходит почти целиком под знаменем сентиментализма — наследия предыдущего века. В это время наряду с сентиментальным путешествием и чувствительной повестью развитие получает такой жанр, как «слёзная драма» (Н. И. Ильин, В. М. Фёдоров, сочинения которых ныне имеют лишь историческое значение). Новый жанр сентиментальной трагедии, отличной от классической, также пытался создавать В. А. Озеров. В поэзии сентиментальную линию поддерживали И. И. Дмитриев и Ю. А. Нелединский-Мелецкий.
Большое значение для процесса формирования общелитературного русского языка имела карамзинская речевая реформа, осуществлённая на основе разговорного языка дворянства. Вскоре в борьбу за демократизацию языка вступили лучшие представители молодой разночинной литературы, объединившиеся вокруг «Вольного общества любителей словесности, наук и художеств» (И. П. Пнин, И. М. Борн, О. М. Сомов и другие). Оппонентами «карамзинистов» являлись «архаисты» (дискуссия этих двух направлений стала предтечей спора «западников» и «славянофилов»). В конце 1810-х годов в противовес оплоту архаистов «Беседе любителей русского слова» карамзинисты оформились в литературное общество «Арзамас». Другим объединением схожего направления деятельности стало «Вольное общество любителей российской словесности» (1816—1826). В конце 1810-х годов также непродолжительное время действовала общественно-литературная группа «Зелёная лампа», а с 1823 по 1825 год — литературно-философский кружок «Общество любомудрия».
Творчество В. А. Жуковского этого периода рассматривают как «преромантизм», от которого идут линии к русскому романтизму, ставшему главным литературным течением первой трети XIX века. Другим новым литературным направлением первой четверти XIX века стал неоклассицизм, наиболее ярким представителем которого в русской литературе является К. Н. Батюшков. В противовес классицизму, насаждавшему такие высокие жанры, как героическая поэма, трагедия, ода, неоклассицизм выдвинул мелкие формы: любовную элегию, размышление, послание, мадригал, эпиграмму.
Параллельно усиливается интерес к народному творчеству и национальной старине («Илья Муромец» Н. М. Карамзина, «12 спящих дев» В. А. Жуковского, сборник былин Кирши Данилова и т. д.). В третьем и четвёртом десятилетиях XIX века фольклор станет одним из главных источников поэтического вдохновения и литературного творчества («Сказки» и «Песни западных славян» А. С. Пушкина, «Песнь о купце Калашникове» М. Ю. Лермонтова, «Конёк-Горбунок» П. П. Ершова, творчество А. В. Кольцова и др.). Общественный и культурный подъём в России начала XIX века также выразился в творчестве поэтов «пушкинской плеяды» (Е. А. Баратынский, П. А. Вяземский, А. А. Дельвиг, Н. М. Языков) и гражданской поэзии декабристов (К. Ф. Рылеев, В. К. Кюхельбекер). Основными творческими формами поэтов-декабристов были политическая ода, дума, политическая песня и политическая эпиграмма. В начале 1830-х годов главными общественно-литературными объединениями были кружок Герцена-Огарёва и кружок Станкевича.
- Василий Жуковский
- Александр Грибоедов
- Александр Пушкин
- Михаил Лермонтов
- Николай Гоголь
- Иван Гончаров
- Александр Островский
- Фёдор Достоевский
- Лев Толстой
- Николай Некрасов
- Иван Тургенев
- Николай Лесков
- Михаил Салтыков-Щедрин
- Александр Сухово-Кобылин
- Афанасий Фет
- Фёдор Тютчев

Первой пробой критического реализма в русской литературе XIX века стали романы В. Т. Нарежного. Реалистические тенденции также находят отражение в бытовой комедии и басенной литературе (И. А. Крылов, А. А. Шаховской, М. Н. Загоскин). Произведение «Горе от ума» А. С. Грибоедова отразило историко-культурную ситуацию в России 1820-х годов. Русская литература 20-х — 30-х годов XIX века развивалась под сильным влиянием английского, немецкого и французского романтизма (в России одной из ранних стадий романтизма стал так называемый «русский байронизм»; немецкое влияние проявилось в консервативном романтизме А. А. Бестужева-Марлинского, В. Ф. Одоевского, Д. В. Веневитинова и других; агитатором французского романтизма стал «Московский телеграф» Н. Полевого); продолжателем традиции русской философской лирики становится Ф. И. Тютчев. В это же время начинают публиковаться «поэты-самоучки» — выходцы из крестьян (Ф. Н. Слепушкин, М. Д. Суханов, Е. И. Алипанов).
Как труп в пустыне я лежал,

И Бога глас ко мне воззвал:

«Восстань, пророк, и виждь, и внемли,

Исполнись волею Моей,

И, обходя моря и земли,

Глаголом жги сердца людей».
Вершиной русского литературного процесса стало творчество А. С. Пушкина, на примере которого можно проследить эволюцию от гражданского романтизма к критическому реализму. Его позднее творчество также отражает переход от историко-культурного подъёма начала XIX века к николаевской реакции и усилению цензурного гнёта в 1830-е годы. Основными жанрами этого периода стали исторический роман (М. Н. Загоскин, И. И. Лажечников, А. Ф. Вельтман) и романтическая драма (Н. В. Кукольник, Н. А. Полевой). Сентиментализм, романтизм и пушкинская традиция соединились в романе «Герой нашего времени» М. Ю. Лермонтова. Утопические произведения пишут Ф. В. Булгарин («Правдоподобные небылицы», 1824), А. Ф. Вельтман («3448 год», 1833) и В. Ф. Одоевский («4338 год: Петербургские письма», 1846). Сочетание романтизма с острой критикой социальной действительности характерно для творчества А. И. Полежаева, В. Г. Белинского и Н. Ф. Павлова. В поэзии романтизм проявил себя в творчестве Ф. И. Тютчева и В. Г. Бенедиктова и созданной последним лирической школы.
Литературный процесс второй трети XIX века развивается на фоне углубления общегосударственного кризиса и эпохальных сдвигов в русском обществе. Для литературы этого периода характерен антикрепостнический и антибуржуазный пафос, формирование реализма нового типа, а также борьба различных идейно-эстетических направлений. Известность в это время получила «молодая редакция» «Москвитянина», а также еженедельные литературно-общественные собрания в доме М. В. Петрашевского, участники которых знакомились с запрещённой литературой и обсуждали вопросы демократизации политического строя в России. Проза 1840—1850-х годов представлена «натуральной школой», тесно связанной с творчеством Н. В. Гоголя и литературного критика В. Г. Белинского. Основной жанровой формой в это время становится «физиологический очерк» (Н. А. Некрасов, И. И. Панаев, Д. В. Григорович) и социально-психологический роман («Кто виноват?» А. И. Герцена), а основной идеей — поиски «нового человека», что впоследствии также нашло отражение в творчестве И. А. Гончарова («Обломов»), И. С. Тургенева («Отцы и дети»), Н. Г. Чернышевского («Что делать?»), А. И. Герцена и нигилистических романах. Органическое развитие натуральной школы" было прекращено жестокой политической реакцией и цензурным «террором» середины XIX века. На авансцену русской критики теперь вышло «эстетическое направление» (П. В. Анненков, А. В. Дружинин), в это же время растёт активность славянофилов.
«Единство, — возвестил оракул наших дней, —

Быть может спаяно железом лишь и кровью…»

Но мы попробуем спаять его любовью —

                              А там увидим, что прочней…
В условиях завершения Крымской войны, угрожающего роста числа крестьянских восстаний и решения Александра II освободить крестьян от крепостной зависимости возникает литературное движение революционных разночинцев 1860-х годов. Философский идеализм Канта, Шеллинга и Гегеля, в течение ряда десятилетий бывших «властителями дум» дворянской интеллигенции, уступает теперь место материализму Фейербаха и позитивизму Конта. С 1860 и до 1898 года в квартире поэта Я. П. Полонского собирались учёные, литераторы и другие деятели культуры с целью обсуждения вопросов литературы, религии и философии. Наиболее видным и непримиримым литературным и общественно-политическим журналом в это время становится «Современник», должность главного редактора в котором занимал Н. А. Некрасов, а в числе сотрудников значились Н. Г. Чернышевский, Н. А. Добролюбов и М. Е. Салтыков-Щедрин. Учениками Н. Г. Чернышевского стала целая плеяда писателей-демократов (Н. В. Успенский, А. И. Левитов, П. И. Якушкин, М. А. Воронов, Г. И. Успенский, Н. Г. Помяловский, Ф. М. Решетников). Поэты некрасовской школы, в свою очередь, сгруппировались вокруг сатирического журнала «Искра». Учеником поэта А. В. Кольцова стал И. С. Никитин, придавший своим зарисовкам крепостной деревни и городской бедноты гораздо большую степень социального протеста. Радикально настроенные писатели (Д. И. Писарев, В. А. Зайцев) объединились вокруг журналов «Русское слово» и «Дело». Основными жанрами поэтов и писателей-разночинцев были пародия, куплет, лирическое стихотворение, песня и поэма, бытовая комедия, социальная сатира, роман, очерк и «сатира в прозе».
- Пётр Чаадаев
- Михаил Погодин
- Виссарион Белинский
- Александр Герцен
- Николай Чернышевский
- Николай Добролюбов
- Дмитрий Писарев

Веселы были и растения, и птицы, и насекомые, и дети. Но люди — большие, взрослые люди — не переставали обманывать и мучать себя и друг друга. Люди считали, что священно и важно не это весеннее утро, не эта красота мира Божия, данная для блага всех существ, — красота, располагающая к миру, согласию и любви, а священно и важно то, что́ они сами выдумали, чтобы властвовать друг над другом.
Литературное движение 1870-х годов развивалось на фоне возрастающей роли народнических идей и идеализации крестьянской общины. Место закрытого «Современника» занял журнал «Отечественные записки». Народническая беллетристика этого периода представлена произведениями Г. И. Успенского, С. М. Степняка-Кравчинского и других. В борьбе против революционных настроений сформировалось антинигилистическое движение (Я. П. Полонский, В. А. Соллогуб, А. К. Толстой, И. С. Тургенев, И. А. Гончаров, Н. С. Лесков, В. П. Мещерский, Г. П. Данилевский). Приверженность идеалам революционной демократии сохранял М. Е. Салтыков-Щедрин, продолжавший в своих произведениях изобличать пороки общественно-политического строя («Господа Головлёвы», «Пошехонская старина»), развивавший гоголевские традиции общественно-политической сатиры и гротеска и фантастического («История одного города») вместе с А. В. Сухово-Кобылиным («Смерть Тарелкина»), доходившим до абсурда. Николай Лесков в своём творчестве развивал не только сатиру Гоголя, но и его технику сказа. С творчеством Ф. М. Достоевского связано создание философского и психологического реализма. Основой творчества Л. Н. Толстого в итоге становится поиск нравственного идеала и стремление к нравственному самосовершенствованию. Одними из главных произведений 1860-х годов становятся масштабные повествования с анализом места личности в истории — «Война и мир» Толстого, получившая определение «роман-эпопея», сочетающая философское рассуждение с историческим романом-хроникой, и «Былое и думы» Герцена — произведение, сочетающее в себе исторический роман, автобиографию, дневник и публицистику. Традицию национальной сатирической драматургии, помимо М. Е. Салтыкова-Щедрина, продолжают Н. С. Лесков, А. Н. Островский, А. В. Сухово-Кобылин и А. К. Толстой.
На протяжении всего XIX века продолжалось становление и развитие детективного жанра в отечественной литературе: «Перстень» Е. А. Баратынского, «Белое привидение» (1834) М. Н. Загоскина, «Преступление и наказание» Ф. М. Достоевского, «Рассказ судебного следователя» А. А. Шкляревского, «Медуза» В. Александрова, «Неуловимая шайка» П. Никитина, произведения А. Е. Зарина, А. С. Панова, А. Н. Цехановича, П. Орловца (П. П. Дудорова), Н. Д. Ахшарумова, А. И. Буткова и других. Среди произведений фантастического жанра можно отметить «Правдоподобные небылицы, или Странствование по свету в двадцать девятом веке» Фаддея Булгарина, «Блаженство безумия» Н. А. Полевого, «Облако» К. С. Аксакова, «Косморама» В. Ф. Одоевского, «За пределами истории» М. Михайлова, «Между жизнью и смертью» А. Н. Апухтина.
Литература последней трети XIX века развивается на фоне реакции и роста социальной напряжённости в стране. В новых исторических условиях усложнение литературного процесса проявляется в натуралистических и позитивистских тенденциях. Предтечей натуралистического направления в русской прозе считается Алексей Писемский. На кольцовских и никитинских традициях формируется школа бытописателей крестьянской жизни (И. З. Суриков, С. Д. Дрожжин). «Обуржуазивание» русской пореформенной деревни показано в произведениях П. Д. Боборыкина («Василий Тёркин»), И. И. Ясинского, А. И. Эртеля («Гарденины») и Д. Н. Мамина-Сибиряка. В творчестве писателей снова появляются утопические мотивы («Что делать?» Н. Г. Чернышевского). Для этого периода также характерно развитие жанра «малых форм», то есть рассказа и повести (В. М. Гаршин, В. Г. Короленко, А. П. Чехов). На смену революционной поэзии приходит «искусство для искусства» (А. А. Фет, А. Н. Майков, Я. П. Полонский, А. К. Толстой). Искания интеллигенции, разуверившейся в народнических идеалах, также находят выражение в творчестве С. Я. Надсона и Н. М. Минского.
- Сергей Аксаков (1791—1859)
- Гавриил Батеньков (1793—1863)
- Константин Батюшков (1787—1855)
- Евгений Баратынский (1800—1844)
- Владимир Бенедиктов (1807—1873)
- Александр Бестужев (Марлинский) (1797—1837)
- Николай Бестужев (1791—1855)
- Фаддей Булгарин (1789-1859)
- Анна Бунина (1774—1829)
- Яков Бутков (1820-1856)
- Пётр Вяземский (1792—1878)
- Юрий Нелединский-Мелецкий (1751—1828)
- Иван Дмитриев (1760—1837)
- Владислав Озеров (1769—1816)
- Иван Пнин (1773—1805)
- Николай Ильин (1773—1822)
- Александр Шаховской (1777—1846)
- Василий Фёдоров (ок. 1778—1833)
- Александр Измайлов (1779—1831)
- Иван Козлов (1779—1840)
- Василий Нарежный (1780—1825)
- Александр Востоков (1781—1864)
- Василий Жуковский (1783—1852)
- Николай Гнедич (1784—1833)
- Денис Давыдов (1784—1839)
- Алексей Перовский (Антоний Погорельский) (1787—1836)
- Михаил Загоскин (1789—1852)
- Пётр Плетнёв (1792—1866)
- Иван Лажечников (1792—1869)
- Павел Катенин (1792—1853)
- Орест Сомов (1793-1833)
- Кондратий Рылеев (1795—1826)
- Александр Грибоедов (1795—1829)
- Рафаил Зотов (1795—1871)
- Николай Полевой (1796—1846)
- Вильгельм Кюхельбекер (1797—1846)
- Иван Калашников (1797—1863)
- Антон Дельвиг (1798—1831)
- Александр Пушкин (1799—1837)[76][77]
- Александр Вельтман (1800—1870)
- Владимир Даль (Казак Луганский) (1801—1872)
- Николай Языков (1803—1847)
- Козьма Прутков (1803—1863)
- Николай Павлов (1803—1863)
- Фёдор Тютчев (1803—1873)
- Александр Полежаев (1804—1838)
- Владимир Одоевский (1804—1869)
- Дмитрий Веневитинов (1805—1827)
- Каролина Павлова (1807—1893)
- Николай Гоголь (1809—1852)
- Алексей Кольцов (1809—1842)
- Нестор Кукольник (1809—1868)
- Илья Селиванов (1809-1882)
- Иван Панаев (1812—1862)
- Александр Герцен (1812—1870)
- Иван Гончаров (1812—1891)
- Николай Огарев (1813—1877)
- Владимир Соллогуб (1813—1882)
- Василий Вонлярлярский (1814-1853)
- Елена Ган (1814-1842)
- Михаил Лермонтов (1814—1841)
- Пётр Ершов (1815—1869)
- Алексей Толстой (1817—1875)
- Александр Сухово-Кобылин (1817—1903)
- Иван Тургенев (1818—1883)
- Павел Мельников (Печерский) (1818-1883)
- Яков Полонский (1819—1898)
- Афанасий Фет (1820—1892)
- Аполлон Майков (1821—1897)
- Николай Некрасов (1821—1878)
- Фёдор Достоевский (1821—1881)
- Алексей Писемский (1821—1881)
- Степан Славутинский (1821-1884)
- Надежда Хвощинская (1821-1889)
- Павел Якушкин (1822—1872)
- Дмитрий Григорович (1822—1900)
- Александр Островский (1823—1886)
- Иван Никитин (1824—1861)
- Александр Дружинин (1824-1864)
- Жадовская Юлия (1824-1883)
- Иван Кокорев (1825–1853)
- Алексей Плещеев (1825–1893)
- Михаил Салтыков (Щедрин) (1826—1889)
- Николай Чернышевский (1828—1889)
- Лев Толстой (1828—1910)
- Григорий Данилевский (1829—1890)
- Николай Лесков (1831—1895)
- Николай Помяловский (1835—1863)
- Александр Левитов (1835—1877)
- Пётр Боборыкин (1836—1921)
- Иннокентий Омулевский (1836-1884)
- Василий Слепцов (1836-1878)
- Александр Шкляревский (1837—1883)
- Николай Успенский (1837—1889)
- Николай Наумов (1838-1901)
- Александр Шеллер (Михайлов) (1838-1900)
- Всеволод Крестовский (1839-1895)
- Владимир Мещерский (1839—1914)
- Михаил Воронов (1840—1873)
- Николай Лейкин (1841-1906)
- Фёдор Решетников (1841—1871)
- Иван Суриков (1841—1880)
- Сергей Терпигорев (1841-1895)
- Варфоломей Зайцев (1842—1882)
- Николай Бажин (1843-1908)
- Павел Засодимский (1843-1912)
- Глеб Успенский (1843—1902)
- Константин Станюкович (1843—1903)
- Надежда Лухманова (1844-1907)
- Николай Златовратский (1845-1911)
- Иван Кущевский (1847-1876)
- Спиридон Дрожжин (1848—1930)
- Иероним Ясинский (1850—1931)
- Михаил Альбов (1851-1911)
- Сергей Кравчинский (Степняк) (1851—1895)
- Николай Михайловский (Гарин) (1852—1906)
- Дмитрий Мамин (Сибиряк) (1852—1912)
- Владимир Короленко (1853—1921)
- Алексей Тихонов (1853-1914)
- Всеволод Гаршин (1855—1888)
- Александр Эртель (1855—1908)
- Николай Минский (1855—1937)
- Игнатий Потапенко (1856-1929)
- Федор Тютчев (1860-1916)
- Антон Чехов (1860—1904)[5][6][7]
- Пётр Якубович (1860—1911)
- Андрей Зарин (1862—1929)
- Мария Крестовская (1862-1910)
- Семён Надсон (1862—1887)
- Аполлон Коринфский (1868—1937)
- Мирра Лохвицкая (1869—1905)[78][79]

- Западничество и славянофильство
- Николай Греч (1787—1867)
- Фаддей Булгарин (1789—1859)
- Пётр Чаадаев (1794—1856)
- Александр Бестужев (1797—1837)
- Осип Сенковский (1800—1858)
- Михаил Погодин (1800—1875)
- Алексей Хомяков (1804—1860)
- Иван Киреевский (1806—1856)
- Виссарион Белинский (1811—1848)
- Василий Боткин (1812—1869)
- Александр Герцен (1812—1870)
- Николай Станкевич (1813—1840)
- Николай Огарев (1813—1877)
- Михаил Бакунин (1814—1876)
- Константин Аксаков (1817—1860)
- Константин Кавелин (1818—1885)
- Юрий Самарин (1819—1876)
- Фёдор Достоевский (1821—1881)
- Пётр Лавров (1823—1900)
- Памфил Юркевич (1826—1874)
- Николай Чернышевский (1828—1889)
- Лев Толстой (1828—1910)
- Василий Курочкин (1831—1875)
- Николай Добролюбов (1836—1861)
- Дмитрий Писарев (1840—1868)
- Николай Михайловский (1842—1904)
- Глеб Успенский (1843—1902)
- Николай Златовратский (1845—1911)
- Георгий Плеханов (1856—1918)[80][81][82][83][84]

- Азбука «Подарок детям в память 1812 года» (1814)
- Иван Крылов (1769—1844) «Басни» (1815)
- Александр Пушкин (1799—1837) «Руслан и Людмила» и другие  сказки
- Александр Шишков (1754—1841) «Детская библиотека» (перевод)
- «Примеры в пользу и удовольствие детей» (1822)
- Мария Даргомыжская (1788—1851) «Подарок моей дочери» (1827)
- «Новая азбука» (1827)
- Альманахи «Детский цветник» (1827), «Детские досуги» (1829) и «Детский павильон» (1836)
- Алексей Перовский (Антоний Погорельский) (1787—1836) «Чёрная курица, или Подземные жители» (1829)
- Василий Жуковский (1783—1852) «Баллады и повести» (1831)
- Владимир Одоевский (1804—1869) «Пёстрые сказки» (1833), «Городок в табакерке» (1834) и «Сборник детских песен дедушки Иринея» (1847)
- Пётр Ершов (1815-1869) «Конёк-Горбунок» (1834)
- Августа Воронова (1813—?) «Бабушка-рассказчица» (1843)
- Николай Полевой (1796—1846) «Сказка об Иванушке-дурачке» (1844)
- Сергей Аксаков (1791—1859) «Аленький цветочек» (1858)
- Елизавета Сухово-Кобылина (Евгения Тур) (1815—1892) «Повести и рассказы» (1859)
- Николай Вагнер (1829—1907) «Сказки Кота-Мурлыки» (1872)
- Анна Зонтаг (1785—1864)
- Любовь Ярцова (1794—1876)
- Борис Фёдоров (1798—1875)
- Александра Ишимова (1804—1881)
- Владимир Львов (1805—1856)
- Анна Дараган (1806—1877)
- Виктор Бурьянов (1810—1888)
- Карл Петерсон (1811—1890)
- Мария Ростовская (1814—1872)
- Пётр Фурман (1816—1856)
- Фёдор Миллер (1818—1881)
- Софья Бурнашева (1818—1883)
- Яков Полонский (1819—1898)
- Афанасий Фет (1820—1892)
- Николай Некрасов (1821—1878)
- Аполлон Майков (1821—1897)
- Константин Ушинский (1823—1871)
- Алексей Разин (1823—1875)
- Василий Водовозов (1825—1886)
- Александр Афанасьев (1826—1871)
- Лев Толстой (1828—1910)
- Екатерина Сысоева (1829—1893)
- Александра Коваленская (1829—1914)
- Августа Пчельникова (1830—1891)
- Софья Макарова (1834—1887)
- Вера Желиховская (1835—1896)
- Елизавета Безобразова (1836—1881)
- Софья Лаврентьева (1836—1918)
- Екатерина Майкова (1836—1920)
- Елизавета Кондрашова (1836—1887)
- Лев Модзалевский (1837—1896)
- Василий Авенариус (1839—1923)
- Александра Анненская (1840—1915)
- Иван Суриков (1841—1880)
- Павел Засодимский (1843—1912)
- Михаил Куклин (1845—1896)
- Василий Коровин
- Дмитрий Садовников (1847—1883)
- Варвара Андреевская (1848—1915)
- Спиридон Дрожжин (1848—1930)
- Александр Круглов (1852—1915)
- Екатерина Альмединген (1853—1887)
- Всеволод Гаршин (1855—1888)
- Клавдия Лукашевич (1859—1931)
- Лидия Чарская (1875—1937)[53][54][62][55]

## Серебряный векрусской литературы (рубеж XIX и XX веков)
Ночь, улица, фонарь, аптека,

Бессмысленный и тусклый свет.

Живи ещё хоть четверть века —

Всё будет так. Исхода нет.

Умрёшь — начнёшь опять сначала

И повторится всё, как встарь:

Ночь, ледяная рябь канала,

Аптека, улица, фонарь.
Эпоха рубежа XIX и XX веков получила название — Серебряный век. Понятие возникло в среде русской эмиграции и изначально было соотнесено с Золотым веком русской литературы, ретроспективно оценивая ушедшее время как второй расцвет русской культуры. В историю мировой литературы этот период вошёл под названием модернизм. Его отличительными чертами были разрыв с предшествующими художественными традициями, стремление к новому, условность стиля, поиск и обновление художественных форм.
Развитие литературного процесса в конце XIX — начале XX века происходило в условиях философского и естественно-научного кризиса. В литературных кругах указанного периода активно проводились дискуссии на тему «кризиса искусства», «кризиса философии» и «кризиса идеологии». На фоне этих дискуссий и отрыва от освободительного движения второй половины XIX века возникло декадентское течение, провозгласившее аполитичность «чистого» искусства. Теоретическим обоснованием этого течения служили критические статьи и книги редактора «Северного вестника» А. Л. Волынского, а также работы Н. М. Минского и Д. С. Мережковского («О причинах упадка и о новых течениях современной русской литературы», 1893). Декаденты выступали против реализма в искусстве и материализма в эстетике и философии, приветствуя поворот к эстетству, мистицизму и индивидуализму (ницшеанский «сверхчеловек»). Другая существенная сторона декадентства — скептицизм и предельный пессимизм в духе А. Шопенгауэра. Установки декадентов нашли выражение в творчестве импрессионистов-поэтов (К. М. Фофанов, М. А. Лохвицкая, К. Д. Бальмонт, А. М. Добролюбов, И. Ф. Анненский) и импрессионистов-прозаиков (Б. К. Зайцев, А. М. Ремизов, О. Дымов, ранний С. Н. Сергеев-Ценский). Одним из наиболее популярных публицистов этого времени был литературный «критик-импрессионист» Ю. И. Айхенвальд («Силуэты русских писателей», 1906—1913).
- Александр Блок
- Николай Гумилёв
- Велимир Хлебников
- Сергей Есенин
- Борис Пастернак
- Марина Цветаева
- Максимилиан Волошин

Новым явлением в общественно-литературной жизни страны стало публичное обсуждение вопросов религии и издание религиозно-философских произведений. Выходят в свет трактат Льва Толстого «В чём моя вера?» и «Краткое изложение Евангелия» (в 1901 году писатель был официально исключён из членства в Православной церкви за свои убеждения). В 1901—1903 гг., по инициативе литераторов и философов, был организован цикл из 22 встреч, получивший название Религиозно-философские собрания. На них обсуждались проблемы взаимоотношения церкви, интеллигенции и государства, а также вопросы истории и философии религии (отчёты о собраниях публиковались в журнале «Новый путь»). Развитие религиозной мысли было продолжено в Санкт-Петербургском религиозно-философском обществе (1907—1917) и религиозно-философском кружке «Воскресение»(1917—1928). Другим значимым литературно-общественным объединением этого времени стал кружок «Пятница», участники которого собирались на квартире у поэта и писателя К. К. Случевского. В это же время в петербургской квартире поэта Вячеслава Иванова проходили так называемые «Ивановские среды», функции которых впоследствии перешли к «Обществу ревнителей художественного слова». Особой популярностью в Петербурге пользовались литературно-артистические кабаре «Бродячая собака» и «Привал комедиантов». В Москве, в свою очередь, действовали кружок «Среда», журфикс «Среды» В. Я. Брюсова, «Литературно-художественный кружок», «Московский лингвистический кружок» и другие литературные объединения.
Особое значение роль философии играла в формировании эстетических воззрений символистов. В Российской империи символизм стал не только мировоззренческим направлением, но и оформился в целую литературную школу (В. Я. Брюсов, Д. С. Мережковский и другие). Основными печатными органами символистов были журналы «Мир искусства», «Золотое руно» и «Весы». Символизму противостоял акмеизм, провозгласивший предметность тематики и образов (Н. С. Гумилёв, О. Э. Мандельштам, А. А. Ахматова). Печатными органами акмеистов были журналы «Аполлон» и «Гиперборей», а основным творческим объединением — «Цех поэтов». И символисты, и акмеисты также печатались в литературно-театральном журнале «Любовь к трём апельсинам», главным редактором которого был Всеволод Мейерхольд. Другим заметным литературным течением этого времени был русский футуризм (В. Хлебников, Д. Д. Бурлюк, В. В. Маяковский, В. В. Каменский, А. А. Кручёных). Самым длительным по времени объединением футуризма стала литературная группа «Центрифуга», самым известным — «Гиле́я». Под влиянием футуризма сформировалось ещё одно направление в русской литературе — имажинизм (В. Г. Шершеневич, А. Б. Мариенгоф). Философские искания Серебряного века также нашли отражение в формировании новокрестьянской поэзии (Н. А. Клюев, С. А. Есенин), черпающей вдохновение в крестьянском мире и устном народном творчестве. В 1890-е годы, в русле суриковского движения, также происходит зарождение «рабочей поэзии» (Ф. С. Шкулев, Е. Е. Нечаев, Ф. Т. Гаврилов).
- Антон Чехов
- Фёдор Сологуб
- Валерий Брюсов
- Дмитрий Мережковский
- Леонид Андреев
- Алексей Ремизов
- Андрей Белый
- Александр Грин

В прозе осмысление традиций символизма проявилось в творчестве И. А. Бунина («Деревня», «Антоновские яблоки», «Господин из Сан-Франциско»), Андрея Белого («Серебряный голубь», «Петербург»), Д. С. Мережковского (трилогия «Христос и Антихрист»), Ф. К. Сологуба («Мелкий бес») и других. Классикой мировой литературы стали пьесы А. П. Чехова («Чайка», «Три сестры», «Вишнёвый сад»). Толстовские традиции и принципы построения чеховского рассказа продолжил А. И. Куприн («Поединок», «Гранатовый браслет»). В творчестве Максима Горького, перешедшего от неоромантизма к реализму, также вошедшего в историю русской литературы как яркий публицист и в СССР объявленного «основоположником пролетарской литературы», нашли отражение традиции Фёдора Достоевского, чеховской драматургии («На дне») и западноевропейского символизма. Заметный след в истории российской публицистики оставил и писатель В. Г. Короленко, заслуживший признание своей активной правозащитной деятельностью. Другим значимым прозаиком этого времени стал Леонид Андреев, опиравшийся в своём творчестве на символизм и западноевропейскую философскую традицию («Стена», «Красный смех», «Иуда Искариот»). Своеобразный стиль создал Алексей Ремизов, виртуозно сочетая элементы символизма, экспрессионизма и фольклора («Посолонь», «Жертва»). Литература критического реализма в 1890-х — 1900-х гг. представлена творчеством В. В. Вересаева (инициатор создания «Книгоиздательства писателей в Москве»), Е. Н. Чирикова, Н. Д. Телешова, Скитальца, И. С. Шмелёва и других. Основные темы, затрагиваемые писателями этого направления, — критика застойной русской провинции и устоев старого режима, обличение обывательства, закат старых общественных отношений. К этому направлению также относились представители крестьянской литературы (С. П. Подъячев, И. Е. Вольнов).
«Реалистический» пушкинский период был изжит в художественной литературе к девяностым годам минувшего века; «романтический» период символизма в последующую четверть века проделал тот же путь и исчерпал себя. От высших достижений нового символизма, от Андрея Белого — протягивается вдаль путь людей «романтического» мировосприятия и творчества; от высшей точки нового реализма, от «Мелкого беса», от повестей А. Ремизова — идёт творческая линия людей мировосприятия «реалистического». Впереди — новые искания, новые достижения по вечным путям; новые силы выходят с новыми словами на эти пути.
Среди произведений, написанных в жанре детектива, можно отметить «Казнь» А. В. Амфитеатрова, «Тайна негатива» М. Д. Ордынцева-Кострицкого, а также работы Р. Л. Антропова, А. Ф. Кошко и других. Утопические произведения этого периода представлены работами А. И. Куприна («Жидкое солнце»), В. Я. Брюсова («Республика Южного креста»), К. С. Мережковского («Рай Земной, или Сон в зимнюю ночь») и А. А. Богданова («Красная звезда» и «Инженер Мэнни»). В жанре фантастики работали А. В. Амфитеатров («Попутчик»), А. С. Грин («Львиный удар»), П. Л. Драверт («Повесть о мамонте и ледниковом человеке»), Велимир Хлебников («Утёс из будущего»), Ф. Сологуб и другие. Заметную роль в литературном процессе конца XIX — начала XX века также играла русская сатирическая журналистика. В этой сфере первенство принадлежало журналам «Сатирикон», «Новый Сатирикон» и их издательским проектам. Ведущими сатириками этого времени были Аркадий Аверченко, Тэффи и Саша Чёрный.
Символизм
- Иннокентий Анненский (1855—1909)
- Николай Виленкин (Минский) (1855—1937)
- Фёдор Тетерников (Сологуб) (1863—1927)
- Дмитрий Мережковский (1865—1941)
- Вячеслав Иванов (1866—1949)
- Поликсена Соловьёва (1867—1924)
- Константин Бальмонт (1867—1942)
- Зинаида Гиппиус (1869—1945)
- Михаил Кузмин (1872—1936)
- Валерий Брюсов (1873—1924)
- Юргис Балтрушайтис (1873—1944)
- Александр Кондратьев (1876—1967)
- Иван Коневской (1877—1901)
- Максимилиан Волошин (1877—1932)
- Лев Кобылинский (Эллис) (1879—1947)
- Борис Бугаев (Андрей Белый) (1880—1934)
- Александр Блок (1880—1921)

Акмеизм
- Сергей Городецкий (1884—1967)
- Николай Гумилёв (1886—1921)
- Михаил Лозинский (1886—1955)
- Михаил Зенкевич (1886—1973)
- Владимир Нарбут (1888—1938)
- Анна Ахматова (1889—1966)
- Осип Мандельштам (1891—1938)
- Елизавета Кузьмина-Караваева (1891—1945)
- Георгий Адамович (1892—1972)
- Георгий Иванов (1894—1958)

Футуризм
- Елена Гуро (1877—1913)
- Давид Бурлюк (1882—1967)
- Ольга Лешкова (1883—1942)
- Василий Каменский (1884—1961)
- Велимир Хлебников (1885—1922)
- Алексей Кручёных (1886—1968)
- Бенедикт Лившиц (1887—1938)
- Игорь Лотарев (Северянин) (1887—1941)
- Николай Асеев (1889—1963)
- Сергей Бобров (1889—1971)
- Владимир Маяковский (1893—1930)
- Богдан Гордеев (Божидар) (1894—1914)
- Григорий Петников (1894—1971)

Имажинизм
- Рюрик Ивнев (1891—1981)
- Вадим Шершеневич (1893—1942)
- Иван Грузинов (1893—1942)
- Сергей Есенин (1895—1925)
- Матвей Ройзман (1896—1973)
- Александр Кусиков (1896—1977)
- Анатолий Мариенгоф (1897—1962)

Новокрестьянские поэты
- Николай Клюев (1884—1937)
- Пимен Карпов (1886—1963)
- Александр Ширяевец (1887—1924)
- Пётр Орешин (1887—1938)
- Павел Радимов (1887—1967)
- Сергей Клычков (1889—1937)
- Алексей Ганин (1893—1925)
- Сергей Есенин (1895—1925)

Рабочая поэзия
- Егор Нечаев (1859—1925)
- Леонид Радин (1860—1900)
- Авенир Ноздрин (1862—1938)
- Филипп Шкулёв (1868—1930)
- Иван Привалов  (1872—1940)
- Аркадий Коц (1872—1943)
- Фёдор Гаврилов (1874—1919)
- Михаил Савин (1876—1947)
- Евгений Тарасов (1882—1944)
- Александр Белозеров (1883—1954)
- Алексей Гмырёв (1887—1911)[95]

Сатира
- Ольга Чюмина (1859—1909)
- Надежда Лохвицкая (Тэффи) (1872—1952)
- Александр Гликберг (Саша Черный) (1880—1932)
- Евгений Пяткин (Венский) (1885—1943)
- Пётр Потёмкин (1886—1926)
- Борис Жиркович (Иван Козьмич Прутков) (1888—1943)

Другие
- Константин Фофанов (1862—1911)
- Ефим Честняков (1874—1961)
- Елизавета Дмитриева (Черубина де Габриак) (1887—1928)
- Владислав Ходасевич (1887—1939)
- Борис Пастернак (1890—1960)
- Марина Цветаева (1891—1941)[5][6][7][79][96][97][98]

- Лев Толстой (1828—1910)
- Николай Михайловский (Гарин) (1852—1906)
- Владимир Короленко (1853—1921)
- Сергей Елпатьевский (1854—1933)
- Константин Мережковский (1855—1921)
- Владимир Гиляровский (1855—1935)
- Антон Чехов (1860—1904)
- Александр Амфитеатров (1862—1938)
- Николай Тимковский (1863—1922)
- Иван Белоусов (1863—1930)
- Евгений Чириков (1864—1932)
- Влас Дорошевич (1865—1922)
- Владимир Богораз (1865—1936)
- Дмитрий Мережковский (1865—1941)
- Семён Подъячев (1866—1934)
- Викентий Вересаев (1867—1945)
- Николай Телешов (1867—1957)
- Алексей Пешков (Максим Горький) (1868—1936)
- Степан Петров (Скиталец) (1869—1941)
- Фёдор Крюков (1870—1920)
- Алексей Чапыгин (1870—1937)
- Александр Куприн (1870—1938)
- Иван Бунин (1870—1953)
- Леонид Андреев (1871—1919)
- Надежда Лохвицкая (Тэффи) (1872—1952)
- Валерий Брюсов (1873—1924)
- Александр Богданов (1873—1928)
- Иван Шмелёв (1873—1950)
- Михаил Пришвин (1873—1954)
- Сергей Сергеев (Ценский) (1875—1958)
- Роман Антропов (1876—1913)
- Анастасия Чеботаревская (1876—1921)
- Алексей Ремизов (1877—1957)
- Михаил Арцыбашев (1878—1927)
- Борис Савинков (1879—1925)
- Нина Петровская (1879—1928)
- Виктор Муйжель (1880—1924)
- Аркадий Аверченко (1880—1925)
- Александр Гликберг (Саша Черный) (1880—1932)
- Борис Бугаев (Андрей Белый) (1880—1934)
- Илья Сургучёв (1881—1956)
- Борис Зайцев (1881—1972)
- Борис Садовской (1881—1952)
- Алексей Толстой (1883—1945)
- Александр Грин (1880—1932)
- Валентин Свенцицкий (1881—1931)
- Корней Чуковский (1882—1969)[5][6][7]
- Евгений Замятин (1884—1937)
- Иван Вольнов (1885—1931)
- Александр Неверов (1886—1923)
- Сергей Ауслендер (1886—1937)
- Пимен Карпов (1886—1963)
- Михаил Кострицкий (Ордынцев) (1887— после 1942)
- Николай Агнивцев (1888—1932)
- Владимир Нарбут (1888—1938)
- Сергей Клычков (1889—1937)
- Алексей Скалдин (1889—1943)[78][99]

- Религиозно-философские собрания и Санкт-Петербургское религиозно-философское общество
- «Проблемы идеализма», «Вехи» и «Из глубины»
- Лев Толстой (1828—1910)
- Борис Чичерин (1828—1904)
- Николай Фёдоров (1829—1903)
- Константин Леонтьев (1831—1891)
- Елена Блаватская (1831—1891)
- Пётр Кропоткин (1842—1921)
- Владимир Соловьёв (1853—1900)
- Георгий Плеханов (1856—1918)
- Василий Розанов (1856—1919)
- Александр Введенский (1856—1925)
- Павел Милюков (1859—1943)
- Сергей Трубецкой (1862—1902)
- Евгений Трубецкой (1863—1920)
- Павел Новгородцев (1866—1924)
- Лев Шестов (1866—1938)
- Валентин Тернавцев (1866—1940)
- Вячеслав Иванов (1866—1949)
- Михаил Гершензон (1869—1925)
- Пётр Струве (1870—1944)
- Иван Лапшин (1870—1952)
- Николай Лосский (1870—1965)
- Сергей Булгаков (1871—1944)
- Сергей Аскольдов (1871—1945)
- Дмитрий Философов (1872—1940)
- Александр Мейер (1874—1939)
- Владимир Базаров (1874—1939)
- Николай Бердяев (1874—1948)
- Семён Франк (1877—1950)
- Борис Вышеславцев (1877—1954)
- Разумник Иванов-Разумник (1878—1946)
- Густав Шпет (1879—1937)
- Сергей Каблуков (1881—1919)
- Валентин Свенцицкий (1881—1931)
- Владимир Эрн (1882—1917)
- Павел Флоренский (1882—1937)
- Лев Карсавин (1882—1952)
- Иван Ильин (1883—1954)
- Фёдор Степун (1884—1965)
- Валериан Муравьёв (1885—1932)
- Георгий Федотов (1886—1951)
- Марк Алданов (1886—1957)
- Сергей Гессен (1887—1950)
- Александр Чаянов (1888—1937)
- Николай Анциферов (1889—1958)
- Питирим Сорокин (1889—1968)
- Алексей Лосев (1893—1988)
- Михаил Бахтин (1895—1975)[100][101][102][103]

- «Русские народные сказки»
- журнал «Светлячок» (1902—1918)
- журнал «Путеводный огонёк» (1904—1918)
- журнал «Маяк» (1909—1918)
- О. А. Беляевская
- Дмитрий Мамин (Сибиряк) (1852—1912)
- Александра Бостром (1854—1906)
- Георгий Полилов (Северцев) (1859—1915)
- Клавдия Лукашевич (1859—1931)
- Антон Чехов (1860—1904)
- Константин Фофанов (1862—1911)
- Константин Льдов (1862—1937)
- Мария Безобразова (1863—1919)
- Иван Белоусов (1863—1930)
- Иван Горбунов (Посадов) (1864—1940)
- Поликсена Соловьёва (1867—1924)
- Константин Бальмонт (1867—1942)
- Аполлон Коринфский (1868—1937)
- Александр Фёдоров (1868—1949)
- Александр Куприн (1870—1938)
- Глафира Мамошина (Галина Галина) (1870—1942)
- Иван Бунин (1870—1953)
- Александр Усов (1871—1942)
- Валерий Брюсов (1873—1924)
- Александр Фёдоров-Давыдов (1873—1936)
- Лидия Чарская (1875-1937)
- Раиса Кудашева (1878—1964)
- Александр Блок (1880—1921)
- Александр Гликберг (Саша Черный) (1880—1932)
- Сергей Городецкий (1884—1967)
- Мария Моравская (1890—1947)
- Осип Мандельштам (1891—1938)
- М. А. Пожарова[53][54][62][55]

## Советский период русской литературы (1917—1991)
Бейте в площади бунтов топот!

Выше, гордых голов гряда!

Мы разливом второго потопа

перемоем миров города.
Октябрьская революция 1917 года привела к эмиграции многих писателей и поэтов. Так возникла «литература русского зарубежья». Многие литераторы (И. А. Бунин, А. И. Куприн, А. М. Ремизов, Д. С. Мережковский, И. С. Шмелев, Б. К. Зайцев, А. Т. Аверченко, И. Северянин и другие) были уже широко известны до революции, но некоторые (например, М. А. Алданов, В. В. Набоков, Г. Газданов) получили широкую известность или вообще начали печататься только в эмиграции. В 1930-е годы возникло так называемое «незамеченное поколение» писателей, обратившихся к литературе только в эмиграции, но не получивших широкого признания (Б. Поплавский).
Некоторые писатели и поэты (Андрей Белый, М. Горький, А. Н. Толстой, М. И. Цветаева) сначала эмигрировали, а затем вернулись в СССР.
На родине остались дореволюционные писатели (например, В. Я. Брюсов, А. А. Ахматова, Б. Л. Пастернак) и появилось много новых (например, М. А. Булгаков, И. Э. Бабель, Ю. К. Олеша, А. А. Фадеев, М. А. Шолохов). Оставшимся в Советской России писателям пришлось иметь дело со всё более жесткой советской цензурой.

### 1920-е — 1930-е годы
В 1925 году была принята резолюция ЦК РКП(б) «О политике партии в области художественной литературы». Она делила всех писателей на пролетарских, крестьянских, «попутчиков» и «антипролетарские и антиреволюционные элементы». Пролетарских и крестьянских писателей следовало всячески поддерживать. «Попутчиками» называли писателей из интеллигенции и дворянства, на которых следовало смотреть «как на квалифицированных „специалистов“ литературной техники», добиваясь «перехода их на сторону коммунистической идеологии». «Антипролетарские и антиреволюционные элементы» следовало преследовать.
В 1920-е годы писатели стремятся создать новый эпос о недавних событиях средствами модернизма и авангарда; для поэтического эпоса о революции такие поэты, как Маяковский («150 000 000»), Есенин («Инония», «Анна Снегина») и конструктивист Сельвинский («Улялаевщина»), ищут новые формы. К теме революции 1905 года Пастернак обращается в поэмах «Девятьсот пятый год» и «Лейтенант Шмидт»; также Пастернак тему революции осваивает в прозе. Под влиянием «орнаментальной прозы» Белого и Ремизова пишут такие молодые писатели, как Б. А. Пильняк и «Серапионовы братья». Е. И. Замятин, в прошлом последователь Ремизова, провозглашает отход от «эвклидова мира», в котором не пересекаются реализм и модернизм, и призывает к сочетанию принципов реализма с модернистскими приёмами.
«Пролетарские писатели» объединились в РАПП («Российскую ассоциацию пролетарских писателей»), крестьянские — в ВОКП («Всероссийское объединение крестьянских писателей»), «попутчики» — в группу «Перевал»; возникли также и другие литературные группировки (ЛЕФ, «Литературный центр конструктивистов», «Молодая гвардия», «Серапионовы братья», ОБЭРИУ). Центральной организацией писателей, свободной от влияния партии, становится Всероссийский союз писателей.
Официально одобрялась такие произведения, как роман одного из руководителей РАППа А. А. Фадеева «Разгром», первая книга стихов крестьянского поэта Исаковского «Провода в соломе», поэма В. В. Маяковского «Владимир Ильич Ленин». Помимо РАПП, занимавшейся прежде всего подчинением литературы пропаганде, также существовала формалистическая критика (В. Б. Шкловский, ОПОЯЗ), рассматривавшая прежде всего формальные приёмы, и троцкистская критика (А. Воронский и сам Троцкий в работе «Литература и революция»), отстаивавшая относительно свободную литературу при сохранении лидерства коммунистической идеологии и марксистских методов в критике. В 1920-е годы эти течения полемизировали друг с другом; в 1930-е годы троцкисты были ликвидированы, РАПП была причислена к «троцкистам», и её лидер Л. Авербах был расстрелян, «формализм» стал ярлыком для травли неугодных писателей; троцкистскую литературную критику иногда продолжал Троцкий в изгнании. Другим лидерам ВКП(б) тоже приходилось обращаться к критике и литературоведению: в 1920-е годы Бухарин во время борьбы с Троцким призвал к «залпу по есенинщине», но на I съезде Союза писателей назвал Пастернака, на тот момент в опале, «первым» советским поэтом, там же выступал Радек; Лев Каменев, будучи отстранён от политики, работал главным редактором издательства Academia и писал предисловия к работам Герцена, Брюсова, Тургенева, Чернышевского и Белого; после ареста некоторые были утеряны. В 1930-е годы в советской критике главным лицом, выступавшим против бюрократизации и сталинизации литературы, стал друг Бухарина Максим Горький, будучи при этом резким критиком модернизма, «основателем соцреализма» и авторов дифирамбов Сталину: Горький выдвинул Бухарина с докладом о Пастернаке на съезде, покровительствовал опальным Авербаху, Платонову и Пастернаку и другим, критиковал ортодоксальных партийных критиков.
В 1928 году были опубликованы первые два тома реалистического романа-эпопеи М. А. Шолохова «Тихий Дон». Несмотря на то, что большевики в этом романе являются положительными героями, он подвергся резкой критике со стороны прямолинейных партийных идеологов и руководящих деятелей РАППа: Шолохову ставили в вину стремление понять мотивы поведения не только красных, но и белых. Шолохов стал одним из писателей, главное достижением которых были крупные произведения с художественным осмыслением революции; другими такими произведениями были «Хождение по мукам» А. Н. Толстого, который автор писал и в эмиграции, и в СССР в соответствии с конъюнктурой, и написанные с применением экспериментальных приёмов романы «Жизнь Клима Самгина» М. Горького и «Москва» А. Белого, сосредоточенные на жизни интеллигенции и развитии и разложении дореволюционного общества, оба оставшиеся незавершёнными из-за смерти их авторов.
В то же время М. А. Булгакову при жизни удалось опубликовать только первую половину его романа «Белая гвардия», а пьеса по нему «Дни Турбиных» шла только в МХАТ. Повесть Булгакова «Собачье сердце» цензура не пропустила, роман Е. И. Замятина «Мы» удалось опубликовать лишь за рубежом, в 1930-е годы он был вынужден эмигрировать; повести «Старуха» Д. И. Хармса и «Котлован» А. П. Платонова оставались неизданными при жизни авторов, роман Платонова «Чевенгур» также не был при жизни автора напечатан в полном объёме; некоторые произведения, такие как «Козлиная песнь» К. К. Вагинова, «Виктор Вавич» Б. С. Житкова, «Город Эн» Л. И. Добычина, «Египетская марка» О. Э. Мандельштама, будучи опубликованы, были преданы забвению до 1980-х годов после их осуждения.
Некоторые писатели, уехав в эмиграцию из СССР, не вписывались в эмигрантскую литературную среду: так, при опубликовании художником-авангардистом Ю. П. Анненковым своих произведений эмигрантские критики сразу отметили в них манеру и стилистические приёмы, характерные для советских авторов и несвойственные авторам-белоэмигрантам. Писатель В. Л. Кибальчич, публиковавшийся под псевдонимом Виктор Серж, продолжал приёмы советских авторов, но свои произведения писал на французском языке.
В апреле 1932 года было принято постановление ЦК ВКП(б) «О перестройке литературно-художественных организаций», в соответствии с которым были ликвидированы все литературные группы, а вместо них был создан был создан единый Союз советских писателей. Обязательным для всех писателей был объявлен «метод социалистического реализма». Основные идеи любого произведения должны были соответствовать положениям программы ВКП(б), что называлось «принципом партийности». Этим требованиям соответствовали роман Шолохова «Поднятая целина», роман Николая Островского «Как закалялась сталь», повесть Алексея Толстого «Хлеб», прославлявшая Сталина.
Среди множества жертв Большого террора 1937—1938 годов были сотни писателей и поэтов (в частности, Б. А. Пильняк, Артём Весёлый, Н. А. Клюев, О. Э. Мандельштам, И. Э. Бабель). Из 593 литераторов, участвовавших в Первом всесоюзном съезде советских писателей в 1934 году, были арестованы свыше двухсот.
С другой стороны, наиболее известные и лояльные власти писатели получали шикарные дачи в Переделкино под Москвой, они получали Сталинские премии, их награждали орденами.
- Иван Бунин
- Владимир Набоков
- Марина Цветаева
- Михаил Пришвин
- Михаил Шолохов
- Алексей Толстой
- Максим Горький
- Андрей Белый
- Борис Пастернак
- Евгений Замятин
- Михаил Булгаков
- Андрей Платонов
- Исаак Бабель
- Осип Мандельштам
- Даниил Хармс

- Валерий Брюсов (1873—1924)
- Александр Блок (1880—1921)
- Владислав Ходасевич (1886—1939)
- Георгий Адамович (1892—1972)
- Владимир Маяковский (1893—1930)
- Георгий Иванов (1894—1958)
- Сергей Есенин (1895—1925)
- Эдуард Багрицкий (Дзюбин) (1895—1934)
- Михаил Светлов (Шейнкман) (1903—1964)
- Даниил Хармс (Ювачев) (1905-1942)
- Николай Заболоцкий (1903-1958)

- Александр Серафимович (Попов) (1863—1949)
- Максим Горький (1868–1936)
- Иван Бунин (1870—1953)
- Александр Куприн (1870—1938)
- Владимир Арсеньев (1872—1930)
- Иван Шмелёв (1873—1950)
- Михаил Пришвин (1873—1954)
- Василий Ян (1874—1954)
- Алексей Новиков-Прибой (1877—1944)
- Павел Бажов (1879—1950)
- Александр Грин (1880—1932)
- Борис Житков (1882—1938)
- Алексей Толстой (1883—1945)
- Евгений Замятин (1884—1937)
- Михаил Булгаков (1891—1940)
- Илья Эренбург (1891—1967)
- Борис Пильняк (Вогау) (1894—1938)
- Исаак Бабель (1894—1940)
- Михаил Зощенко (1894—1958)
- Леонид Добычин (1894—1936)
- Юрий Тынянов (1894—1943)
- Всеволод Иванов (1895—1963)
- Валентин Катаев (1897—1986)
- Владимир Набоков (1899—1977)
- Андрей Платонов (Климентов) (1899—1951)
- Юрий Олеша (1899—1960)
- Александр Фадеев (1901—1956)
- Николай Островский (1904—1936)
- Аркадий Гайдар (Голиков) (1904—1941)
- Михаил Шолохов (1905—1984)
- Ильф и Петров

- Максим Горький (1868—1936)
- Константин Тренёв (1876-1945)
- Алексей Толстой (1883—1945)
- Михаил Булгаков (1891—1940)
- Владимир Маяковский (1893—1930)
- Исаак Бабель (1894—1940)
- Всеволод Иванов (1895—1963)
- Валентин Катаев (1897—1986)
- Юрий Олеша (1899—1960)
- Николай Эрдман (1900-1970)
- Даниил Хармс (Ювачев) (1905—1942)

### 1940-е — 1950-е годы
Жди меня, и я вернусь,

Всем смертям назло.

Кто не ждал меня, тот пусть

Скажет: — Повезло.

Не понять, не ждавшим им,

Как среди огня

Ожиданием своим

Ты спасла меня.
В период Великой Отечественной войны 1941—1945 годов стали широко известными злободневные стихи Константина Симонова, Анны Ахматовой, Михаила Исаковского, Ильи Сельвинского, были написаны стихи молодых фронтовиков Михаила Кульчицкого (погиб), Семёна Гудзенко, Иона Дегена, поэмы Александра Твардовского «Василий Тёркин» и «Дом у дороги». Виктор Некрасов написал роман «Сталинград» (под таким заглавием он был опубликован в 1946 году, позже он был переименован в «В окопах Сталинграда»). Во время войны погибли 260 советских писателей.
Через год после окончания войны, в 1946 году, было принято постановление ЦК ВКП(б) «О журналах „Звезда“ и „Ленинград“». В нем указывалась на недопустимость предоставления страниц «таким пошлякам и подонкам литературы, как Зощенко» — автору «омерзительной вещи» под названием «Перед восходом солнца», и Ахматовой, являющейся «типичной представительницей чуждой нашему народу пустой безыдейной поэзии». Оно способствовало исключению Ахматовой и Зощенко из Союза писателей СССР. Журнал «Ленинград» был закрыт, главный редактор «Звезды» В. М. Саянов был снят с должности. Была ужесточена и без того суровая цензура, стала официально насаждаться так называемая «теория бесконфликтности», означавшая, что в советском обществе нет никаких противоречий, и в советской литературе возможен лишь «конфликт хорошего с отличным». Стали появляться романы, пьесы, поэмы, где жизнь страны, разорённой страшной войной, страдавшей от тирании, изображалась как безмятежный сытый праздник. Одним из ведущих деятелей советской литературы этого времени стал М. С. Бубеннов, получивший в 1948 году Сталинскую премию за героико-оптимистический пропагандистский роман о войне «Белая береза».
А если это так, то что есть красота

И почему её обожествляют люди?

Сосуд она, в котором пустота,

Или огонь, мерцающий в сосуде?
В марте 1953 года умер Сталин. После его смерти обстановка в стране стала постепенно меняться. В 1954 году в журнале «Знамя» была опубликована повесть И. Г. Эренбурга «Оттепель», по названию которой «оттепелью» стали именовать целое десятилетие. В конце 1954 года прошёл Второй всесоюзный съезд советских писателей, на котором шла достаточно свободная дискуссия между сторонниками перемен, которые добивались признания их права на поиски в области способов самовыражения, и догматиками-сталинистами. В 1956 году были изданы два больших альманаха: «Литературная Москва» и «Литературная Москва: Сборник второй», которые объединили сторонников перемен. К ним по идеологической направленности примыкает роман Владимира Дудинцева «Не хлебом единым», также изданный в 1956 году.
Однако, и с началом «оттепели» во второй половине 1950-х имели место преследования отдельных писателей. Опубликование в 1957 году за рубежом романа Бориса Пастернака «Доктор Живаго», за который ему в следующем году была присуждена Нобелевская премия по литературе, вызвало ожесточенную травлю автора. В 1957 году был арестован лидер созданного в 1953-и первого неофициального литературного объединения постсталинских лет «группы мансарды» — поэт и прозаик Леонид Чертков. Около 1957 года в Ленинграде образуется другая андеграундная поэтическая группа — «филологическая школа» (Михаил Ерёмин,
Леонид Виноградов,
Сергей Кулле, Владимир Уфлянд).
- Анна Ахматова
- Константин Паустовский
- Константин Симонов
- Александр Твардовский
- Александр Фадеев

- Галина Андреева (1933—2016)
- Анна Ахматова (1889—1966)
- Всеволод Багрицкий (1922—1942)
- Ольга Берггольц (1910—1975)
- Леонид Виноградов (1936—2004)
- Семён Гудзенко (1922—1953)
- Юлия Друнина (1924—1991)
- Михаил Ерёмин (1936—2022)
- Вера Инбер (1890—1972)
- Николай Заболоцкий (1903—1958)
- Дмитрий Кедрин (1907—1945)
- Евгений Кропивницкий (1893—1979)
- Станислав Красовицкий (род. 1935)
- Сергей Кулле (1936—1984)
- Александр Твардовский (1910—1971)
- Ярослав Смеляков (1913—1972)
- Константин Симонов (1915—1979)
- Михаил Луконин (1918—1976)
- Михаил Кульчицкий (1919—1943)
- Николай Глазков (1919—1979)
- Борис Слуцкий (1919—1986)
- Борис Пастернак (1890—1960)
- Владимир Уфлянд (1937—2007)
- Леонид Чертков (1933—2000)

- Марк Алданов (1886—1957)
- Гайто Газданов (1903—1971)
- Константин Паустовский (1892—1968)
- Иван Соколов-Микитов (1892—1975)
- Константин Федин (1892—1977)
- Виталий Бианки (1894—1959)
- Николай Шпанов (1896—1961)
- Валентин Катаев (1897—1986)
- Сергей Кулле (1936—1984)
- Леонид Леонов (1899—1994)
- Александр Фадеев (1901—1956)
- Вениамин Каверин (1902—1989)
- Константин Симонов (1915—1979)
- Владимир Уфлянд (1937—2007)

- Леонид Виноградов (1936—2004)
- Михаил Ерёмин (1936—2022)
- Михаил Зощенко (1894—1958)
- Евгений Шварц (1896-1958)
- Леонид Леонов (1899—1994)
- Алексей Арбузов (1908-1986)
- Александр Гладков (1912-1976)
- Виктор Розов (1913-2004)
- Сергей Михалков (1913-2009)
- Константин Симонов (1915—1979)

### 1960-е — 1980-е годы
Большинство членов Союза писателей продолжало работать в стиле социалистического реализма, не без критики отдельных явлений советской действительности, как-то показуха, бесхозяйственность, кумовство, повсеместное браконьерство и тому подобное. Среди значимых представителей официального мэйнстрима, в порядке старшинства: Георгий Марков, Анатолий Рыбаков, Александр Чаковский, Сергей Залыгин, Анатолий Калинин, Даниил Гранин, Юрий Нагибин, Владимир Тендряков, Аркадий Львов (до эмиграции), Чингиз Айтматов, Анатолий Иванов, Пётр Проскурин и Борис Екимов.
Но, и в рамках официальной подцензурной литературы позднесоветского периода происходят, по выражению некоторых литературоведов, «мутации соцреализма», то есть формирование новых направлений. Появляются натуралистичная «лейтенантская», почвенническая и отчасти националистическая «деревенская» и притчевая «городская проза» (Юрий Трифонов), свободолюбивая литература «шестидесятников» и лиричная «тихая поэзия». Советский классик Валентин Катаев со второй половины 1960-х переходит на модернистский стиль, названный им «мовизмом» (от фр. mauvais «плохой, дурной»), неявно противопоставляя его гладкописи официозной литературы.
Начавшаяся «оттепель» дала возможность для публикации «окопной» правды. Тогда были напечатаны произведения писателей-фронтовиков: Юрия Бондарева: «Батальоны просят огня» (1957), «Последние залпы» (1959); Григория Бакланова «Южнее главного удара» (1957), «Пядь земли» (1959), «Мертвые сраму не имут» (1961), Василя Быкова: «Журавлиный крик» (1961), «Третья ракета» (1962), Константина Воробьёва: «Крик» (1962), «Убиты под Москвой» (1963), Виктора Курочкина: «На войне как на войне» (1965). Это предопределило появление течения, названного «лейтенантской прозой».
Я не знаю, как остальные,

но я чувствую жесточайшую

не по прошлому ностальгию —

ностальгию по настоящему.
В период «оттепели» были изданы лучшие книги стихов поэтов военного поколения: Давида Самойлова, Бориса Слуцкого, Александра Межирова, Евгения Винокурова. 11 сентября 1955 года в Москве прошёл первый День поэзии. Поэты читали свои стихи в книжных магазинах, во дворцах, на стадионах, их выступления привлекали тысячи слушателей. Среди молодых поэтов-шестидесятников были Роберт Рождественский, Андрей Вознесенский и Евгений Евтушенко, Виктор Соснора и Белла Ахмадулина.
Не привлекая столь массового слушателя, выдвинулись также находившиеся вне соцреалистического официоза авторы избегавшей политической и социальной проблематики «тихой поэзии» — Анатолий Жигулин, Станислав Куняев, Николай Рубцов, Иосиф Бродский и Юрий Кузнецов, неоакмеисты — Арсений Тарковский, Семён Липкин, Давид Самойлов, Александр Кушнер и Олег Чухонцев, а также такие поэты, как Глеб Горбовский, Новелла Матвеева, Юнна Мориц и Глеб Семёнов.
И сколько бы буран тот ни дул — три ли дня, неделю ли, — эти дни засчитывают за выходные и столько воскресений подряд на работу выгонят.
Лидером художественного развития и демократического обновления общества был возглавлявшийся до 1970 года А. Т. Твардовским журнал «Новый мир». В 1962 году в этом журнале с санкции лично Никиты Хрущева была опубликована повесть Александра Солженицына «Один день Ивана Денисовича» о заключённых сталинских лагерей и роман Юрия Домбровского «Хранитель древностей», действия которого происходят в 1937 году.
Однако свобода периода «оттепели» имела свои пределы. Изданный в 1961 году альманах «Тарусские страницы» был запрещен; роман В. С. Гроссмана «Жизнь и судьба» был не только не опубликован, но и все экземпляры его машинописи в 1961 году были изъяты КГБ; в 1964 году молодой, но уже достаточно известный поэт Иосиф Бродский был приговорен к ссылке по обвинению в «тунеядстве». В 1963 году Никита Хрущёв на публичном собрании оскорблял поэта Андрея Вознесенского.
Уже после последовавшего в 1964 году отстранения Хрущева от власти в 1965 году были арестованы Андрей Синявский и Юрий Даниэль, опубликовавшие свои произведения за рубежом под псевдонимами. Процесс Синявского и Даниэля по обвинению их в антисоветской агитации и пропаганде, прошедший в 1966 году, вызвал в писательской среде протесты и сочувствие к преследуемым.
Ярким событием литературной жизни стали произведения М. А. Лифшица, критиковавшие модернизм; диссидентам и нонконформистам Лифшиц казался консерватором и проводником реакции КПСС в области искусства. Тем не менее, в условиях медленной идеологической ресталинизации Лифшиц не был сталинистом, в его деятельности также были черты авангарда нонконформизма, в эпоху сталинизма Лифшиц писал «в стол» и подвергался обвинениям в «космополитизме». Модернизм и поп-арт Лифшиц связывал с разрушением, Гитлером, Ежовым и Берия; Лифшиц продвигал Солженицына, видя в нём нового реалиста, модернизм критиковал с марксистских позиций, считая его признаком буржуазной эпохи и движением, претендующим на возрождение искусства, но неспособным к этому; уважая радикализм модернизма, Лифшиц считал необходимым «отрицание отрицания» модернизма для возвращения к классическому пониманию искусства, невозможного при капитализме. На стиль Лифшица мог повлиять его друг Платонов: «Он строит такие обороты речи, очень платоновские, где ты чувствуешь, что он казенный советский язык этот выворачивает прямо наизнанку, он его рвет — и вдруг переходит на высокий язык немецкого идеализма». Тогда же, в 1960-е годы, событием становится возвращение репрессированного философа, критика и литературоведа М. М. Бахтина в научное сообщество, через анализ творчества Достоевского и Рабле выдвигавшего свои идеи полифонии, диалога и карнавала.
После отставки Хрущёва положение Твардовского и его журнала «Новый мир» стало сложным. Твардовскому так и не удалось опубликовать свою последнюю поэму «По праву памяти», повесть Солженицына «Раковый корпус» и его роман «В круге первом». Против Твардовского стали выдвигать политические обвинения. Наконец, 20 февраля 1970 года секретариат Союза писателей принял решение вывести из состава редколлегии «Нового мира» друзей и ближайших сотрудников Твардовского, а на их место принять его противников. После этого Твардовский подал заявление об уходе с поста главного редактора.
Сразу после расправы с «Новым миром» процесс вытеснения из советской литературы писателей и поэтов, порожденных «оттепелью», пошёл быстро. В 1972 году власти заставили эмигрировать И. Бродского, в 1974 году был вынужден эмигрировать В. П. Некрасов и в том же году был арестован и выслан из СССР А. И. Солженицын; Домбровский после публикации романа «Факультет ненужных вещей» за границей был жестоко избит; Кари Унксова была убита неизвестными незадолго до отъезда в эмиграцию; Лидия Чуковская и Варлам Шаламов, пока не опубликовал осуждение публикации своих «Колымских рассказов» за рубежом, были отстранены от литературной деятельности, но арестам и мерам непосредственного давления со стороны властей не подвергались. В 1979 году власти расправились с авторами альманаха «Метрополь»: одни были исключены из Союза писателей, другие были принуждены эмигрировать и лишены советского гражданства.
В 1970-е — 1980-е годы, преимущественно в США, развивалась литература третьей волны русской эмиграции. Одни, как выше сказано, были высланы, другие вынуждены были уехать, третьи стали «невозвращенцами». Позднесоветская волна эмиграции включает таких писателей, как Василий Аксёнов, Юз Алешковский, Вилен Барский, Аркадий Белинков, Андрей Битов, Иосиф Бродский, Георгий Владимов, Владимир Войнович, Анри Волохонский, Александр Галич, Давид Дар, Сергей Довлатов, Александр Зиновьев, Лев Копелев, Наум Коржавин, Анатолий Кузнецов, Эдуард Лимонов, Аркадий Львов, Владимир Максимов, Юрий Мамлеев, Елизавета Мнацаканова, Виктор Некрасов, Игорь Синявин, Андрей Синявский, Саша Соколов, Александр Солженицын, Алексей Хвостенко и Леонид Чертков. Далеко не все из них были советскими диссидентами. Многие просто были лишены возможности печататься и работать. В то же время, ещё больше «неофициальных» поэтов и прозаиков самиздата оставались на родине.
После высылки писателей-диссидентов за границу среди них происходит литературная и политическая борьба: одним из лидеров диссидентской литературы становится Солженицын, обращающийся к правой русской религиозной философии и «почвенничеству», стоящий на позициях почвеннического реализма (к этому кругу принадлежал и Владимир Максимов). В оппозиции к ним стоит магический реалист Андрей Синявский, критикуя слева и обвиняя в строительстве «единомыслия».
Во второй половине 1960-х годов и в 1970-е годы развивались литература о Великой Отечественной войне (получившая новые стимулы благодаря творчеству Василя Быкова и Вячеслава Кондратьева).
Также этот период был периодом расцвета «деревенской прозы». Хотя отдельные произведения, критически осмысляющие колхозный опыт, начали появляться уже с начала 1950-х (очерки Валентина Овечкина, Александра Яшина, Анатолия Калинина, Ефима Дороша), только к середине 1960-х годов «деревенская проза» достигла такого уровня художественности, чтобы оформиться в особое направление (большое значение имел для этого рассказ Александра Солженицына «Матрёнин двор»). Тогда же возник и сам термин. Крупнейшими представителями этого направления были Фёдор Абрамов, Василий Белов, Валентин Распутин. Яркими и самобытными представителями «деревенской прозы» младшего поколения стали писатель Владимир Солоухин и кинорежиссёр В. М. Шукшин.
В произведениях Юрия Трифонова высшей точки развития достигла «городская проза» («городская повесть»). Что касается поэзии, то в 1970-е годы продолжали творчество поэты военного поколения (Д. С. Самойлов, А. П. Межиров, Е. М. Винокуров); при этом военная тема у них оттеснялась на второй план вечными темами смысла и цели жизни, смерти, любви и одиночества и т. д.
С 1960-х годов развивалась литература постмодернизма, неофициально в СССР и свободно в эмиграции. Её представители противопоставили реализму ироничное отношение к коммунистической идейности. Характерные черты постмодерна: интертекстуальность (эпиграфы и названия разделов и глав отсылают к классическим произведениям русской литературы), принципиальная незавершённость повествования, ирония, сложные отношения автора и героя, рефлексия над собственным текстом («автолитературоведение»). Первыми образцами такой литературы стали «Пушкинский дом» Андрея Битова и «Москва — Петушки» Венедикта Ерофеева. Затем это направление нашло выражение в произведениях «Школа для дураков» Саши Соколова, «Это я — Эдичка» Эдуарда Лимонова, «Жизнь и необычайные приключения солдата Ивана Чонкина» Владимира Войновича, «Остров Крым» Василия Аксёнова, рассказы Сергея Довлатова, Валерия Попова и Евгения Попова, и «Норма» Владимира Сорокина. Сложились такие школы постмодернистской поэзии, как московский концептуализм (Дмитрий Пригов, Виктор Ерофеев (прозаик), Лев Рубинштейн и Тимур Кибиров), лианозовская группа нонконформистов (в частности, лидер Евгений Кропивницкий, Генрих Сапгир, Игорь Холин и Всеволод Некрасов), а также метареализм (Константин Кедров, Виктор Кривулин, Аркадий Драгомощенко, Елена Кацюба, Иван Жданов, Елена Шварц, Владимир Аристов, Александр Ерёменко, Светлана Кекова, Юрий Арабов, Алексей Парщиков, Сергей Надеев и Николай Кононов). Аркадий Драгомощенко также считается представителем так называемой языковой поэзии (англ. Language poets).
На свалке вечно гудящего трупозавода,

Где и нечего красть-то, а все мельтешат: «Не укради».
Второй русский авангард был не менее постмодернизма значим в кругах подпольной поэзии. С 1965 по 1972 год в Ленинграде существовала абсурдистская группа «Хеленукты», в которую входили Владимир Эрль, Александр Миронов и другие. В Ейске действовала группа «трансфуристов», это, прежде всего, такие поэты и художники, как Ры Никонова и Сергей Сигей, комбинировавшие вербальную, перформанс и визуальную поэзию. Чувашский и русский поэт Геннадий Айги экспериментировал с нео-сюрреализмом. С 1970-х развивается минималистский стих в творчестве Леонида Виноградова и участников группы «Список действующих лиц» Михаила Файнермана и Ивана Ахметьева. Поэтический модернизм был присущ
членам «новой ленинградской поэтической школы» (Иосиф Бродский, Виктор Кривулин, Сергей Стратановский и Елена Шварц), а также участникам «филологической школы» (Михаил Ерёмин, Леонид Виноградов, Владимир Уфлянд и Лев Лосев).
Среди других неофициальных авторов самиздата были прозаики писавший в стиле поток сознания Павел Улитин и наследник набоковского стиля Валерий Холоденко, поэты Дмитрий Авалиани, Михаил Айзенберг, Галина Андреева, Евгений Бунимович, Олег Григорьев, Елена Игнатова, Станислав Красовицкий, Роальд Мандельштам, экономист Евгений Сабуров, Владимир Уфлянд и предтеча концептуализма Евгений Харитонов. В статусе полузапрещённых жили прозаики Владимир Дудинцев и Фазиль Искандер, поэтесса Ольга Седакова.
После начала перестройки в 1985/86 году и введения гласности началась публикация произведений «задержанной литературы» — произведений, которые ранее в СССР были запрещены или же их авторы даже не пытались их опубликовать. Это «Новое назначение» Александра Бека (1986), «Дети Арбата» Анатолия Рыбакова (1987), «Ночевала тучка золотая» Анатолия Приставкина (1987), «Жизнь и судьба» Василия Гроссмана (1988), «Белые одежды» Владимира Дудинцева (1989). В СССР также стали печататься произведения писателей-эмигрантов.
В 1985 году был создан первый свободный клуб «Поэзия», объединивший авторов различных литературных направлений. Свежая и «задержанная» в предыдущие годы проза В. В. Ерофеева, Л. А Габышева, С. Е. Каледина, М. Н. Кураева, Ю. В. Мамлеева, Л. С. Петрушевской, Ю. М. Полякова, В. Г. Попова, Е. А. Попова, А. М. Терехова и драматургия Нины Садур и Николая Коляды затрагивала ранее запретные темы армейской «дедовщины», жестокости по отношению к заключенным, быта бездомных, проституции, алкоголизма, бедности в стиле неонатурализма либо схожие сложившемуся в эти же годы направлению грязного реализма в американской прозе. Стала подниматься тема Афганской войны, прежде всего в произведениях А. А. Проханова и О. Н. Ермакова. С перестройкой в русскую литературу вошло новое яркое поколение писателей — В. О. Пелевин, И. Н. Полянская, Т. Н. Толстая, Л. Е. Улицкая, В. Г. Сорокин, А. И. Слаповский, В. Я. Тучков, О. А. Славникова, М. А. Палей, А. В. Королёв, деятель русской литературы в Латвии А. В. Левкин.
- Василий Аксёнов
- Белла Ахмадулина
- Андрей Битов
- Иосиф Бродский
- Владимир Высоцкий
- Аркадий Драгомощенко
- Евгений Евтушенко
- Иван Ефремов
- Новелла Матвеева
- Валерий Попов
- Дмитрий Пригов
- Валентин Распутин
- Роберт Рождественский
- Генрих Сапгир
- Александр Солженицын
- Арсений Тарковский
- Виктория Токарева
- Павел Улитин
- Евгений Харитонов
- Валерий Холоденко
- Варлам Шаламов
- Елена Шварц
- Владимир Эрль

- Дмитрий Авалиани (1938—2003)
- Геннадий Айги (1934—2006)
- Михаил Айзенберг (род. 1948)
- Юрий Айхенвальд (1928—1993)
- Юз Алешковский (1929—2022)
- Галина Андреева (1933—2016)
- Михаил Анчаров (1923—1990)
- Юрий Арабов
- Владимир Аристов
- Белла Ахмадулина (1937—2010)
- Иван Ахметьев (род. 1950)
- Вилен Барский (1930—2012)
- Леонид Бородин (1938—2011)
- Иосиф Бродский (1940—1996)
- Евгений Бунимович (род. 1954)
- Леонид Виноградов (1936—2004)
- Андрей Вознесенский (1933—2010)
- Юрий Визбор (1934—1984)
- Анри Волохонский (1936—2017)
- Владимир Высоцкий (1938—1980)
- Александр Галич (1918—1977)
- Татьяна Глушкова (1939—2001)
- Глеб Горбовский (1931—2019)
- Олег Григорьев (1943—1992)
- Игорь Губерман (род. 1936)
- Юрий Даниэль (1925—1988)
- Андрей Дементьев (1928—2018)
- Аркадий Драгомощенко (1946—2012)
- Евгений Евтушенко (1932—2017)
- Александр Ерёменко
- Михаил Ерёмин (1936—2022)
- Иван Жданов
- Анатолий Жигулин (1930—2000)
- Елена Игнатова (род. 1947)
- Елена Кацюба
- Константин Кедров (род. 1942)
- Светлана Кекова
- Станислав Красовицкий (род. 1935)
- Евгений Кропивницкий (1893—1979)
- Сергей Кулле (1936—1984)
- Наум Коржавин (1925—2018)
- Римма Казакова (1932—2008)
- Тимур Кибиров (род. 1955)
- Юлий Ким (род. 1936)
- Николай Кононов
- Александр Кушнер (род. 1936)
- Виктор Кривулин (1944—2001)
- Юрий Кузнецов (1941—2003)
- Юрий Кублановский (род. 1947)
- Станислав Куняев (род. 1932)
- Юрий Левитанский (1922—1996)
- Семён Липкин (1911—2003)
- Лев Лосев (1937—2009)
- Владимир Максимов (1930—1995)
- Роальд Мандельштам (1932—1961)
- Новелла Матвеева (1934—2016)
- Елизавета Мнацаканова (1922—2019)
- Александр Межиров (1923—2009)
- Александр Миронов (1948—2010)
- Юнна Мориц (род. 1937)
- Сергей Надеев
- Всеволод Некрасов (1934—2009)
- Ры Никонова (1942—2014)
- Булат Окуджава (1924—1997)
- Алексей Парщиков
- Анатолий Передреев (1932—1987)
- Дмитрий Пригов (1940—2007)
- Евгений Рейн (род. 1935)
- Лев Рубинштейн
- Николай Рубцов (1936—1971)
- Роберт Рождественский (1932—1994)
- Евгений Сабуров (1946—2009)
- Давид Самойлов (1920—1990)
- Генрих Сапгир (1928—1999)
- Ольга Седакова (род. 1949)
- Глеб Семёнов (1918—1982)
- Сергей Сигей (1947–2014)
- Борис Слуцкий (1919—1986)
- Виктор Соснора (1936—2019)
- Роман Солнцев (1939—2007)
- Сергей Стратановский
- Арсений Тарковский (1907—1989)
- Геннадий Трифонов (1945—2011)
- Кари Унксова (1941—1983)
- Леонид Филатов (1946—2003)
- Владимир Уфлянд (1937—2007)
- Евгений Харитонов (1941—1981)
- Алексей Хвостенко (1940—2004)
- Игорь Холин
- Леонид Чертков (1933—2000)
- Олег Чухонцев (род. 1938)
- Елена Шварц (1948—2010)
- Геннадий Шпаликов (1937—1974)
- Владимир Эрль (1947—2020)

- Фёдор Абрамов (1920—1983)
- Алесь Адамович (1927—1994)
- Василий Ажаев (1915—1968)
- Чингиз Айтматов (1928—2008)
- Василий Аксёнов (1932—2009)
- Светлана Алексиевич (род. 1948)
- Юз Алешковский (1929—2022)
- Виктор Астафьев (1924—2001)
- Григорий Бакланов (1923—2009)
- Аркадий Белинков (1921—1970)
- Василий Белов (1932—2012)
- Андрей Битов (1937—2018)
- Владимир Богомолов (1924—2003)
- Леонид Бородин (1938—2011)
- Василь Быков (1924—2003)
- Борис Васильев (1924—2013)
- Юрий Бондарев (1924—2020)
- Георгий Владимов (1931–2003)
- Владимир Войнович (1932—2018)
- Анри Волохонский (1936–2017)
- Константин Воробьёв (1919—1975)
- Юрий Герман (1910—1967)
- Анатолий Гладилин (1935–2018)
- Даниил Гранин (1919—2017)
- Василий Гроссман (1905—1964)
- Юрий Даниэль (1925—1988)
- Давид Дар (1910—1980)
- Сергей Довлатов (1941—1990)
- Юрий Домбровский (1909—1978)
- Аркадий Драгомощенко (1946—2012)
- Владимир Дудинцев (1918—1998)
- Борис Екимов (род. 1938)
- Олег Ермаков (род. 1961)
- Венедикт Ерофеев (1938—1990)
- Виктор Ерофеев (род. 1947)
- Иван Ефремов (1908—1972)
- Александр Зиновьев (1922—2006)
- Анатолий Иванов (1928—1999)
- Фазиль Искандер (1929—2016)
- Анатолий Калинин (1916—2008)
- Валентин Катаев (1897—1986)
- Вениамин Каверин (1902—1989)
- Лев Копелев (1912—1997)
- Анатолий Кузнецов (1929—1979)
- Сергей Кулле (1936—1984)
- Михаил Кураев (род. 1939)
- Виктор Некрасов (1911—1987)
- Андрей Левкин (1954—2023)
- Леонид Леонов (1899—1994)
- Владимир Максимов (1930—1995)
- Георгий Марков (1911—1991)
- Ры Никонова (1942—2014)
- Борис Полевой (1908—1981)
- Валерий Попов (род. 1939)
- Евгений Попов (род. 1946)
- Пётр Проскурин (1928—2001)
- Анатолий Рыбаков (1911—1998)
- Эммануил Казакевич (1913—1962)
- Сергей Залыгин (1913—2000)
- Анатолий Королёв (род. 1946)
- Владимир Дудинцев (1918—1998)
- Александр Солженицын (1918—2008)
- Вячеслав Кондратьев (1920—1993)
- Юрий Нагибин (1920—1994)
- Виктор Курочкин (1923—1976)
- Владимир Тендряков (1923—1984)
- Борис Можаев (1923—1996)
- Юрий Трифонов (1925—1981)
- Евгений Носов (1925—2002)
- Виль Липатов (1927—1979)
- Александр Рекемчук (1927—2017)
- Владимир Чивилихин (1928—1984)
- Валентин Пикуль (1928—1990)
- Юлиан Семёнов (Ляндерс) (1931—1993)
- Георгий Владимов (1931—2003)
- Анатолий Приставкин (1931—2008)
- Юрий Мамлеев (1931—2015)
- Владимир Орлов (1936—2014)
- Валентин Распутин (1937—2015)
- Владимир Маканин (1937—2017)
- Виктория Токарева (род. 1937)
- Владимир Крупин (род. 1941)
- Эдуард Лимонов (Савенко) (1943-2020)
- Аркадий Львов (1927—2020)
- Вячеслав Пьецух (1946—2019)
- Юрий Поляков (род. 1954)
- Ирина Полянская (1952—2004)
- Евгений Попов (род. 1946)
- Александр Проханов (род. 1938)
- Игорь Синявин (1937–2000)
- Андрей Синявский (1925—1997)
- Саша Соколов (род. 1943)
- Братья Стругацкие
- Татьяна Толстая (род. 1951)
- Павел Улитин (1918—1986)
- Владимир Уфлянд (1937—2007)
- Евгений Харитонов (1941—1981)
- Валерий Холоденко (1945—1993)
- Александр Чаковский (1913—1994)
- Варлам Шаламов (1907—1982)
- Василий Шукшин (1929—1974)
- Владимир Эрль (1947—2020)

- Алексей Арбузов (1908-1986)
- Леонид Бородин (1938—2011)
- Эмиль Брагинский (1921-1998)
- Юрий Бондарев (1924—2020)
- Александр Вампилов (1937-1972)
- Леонид Виноградов (1936—2004)
- Александр Володин (1919-2001)
- Анри Волохонский (1936–2017)
- Александр Галич (1918—1977)
- Юрий Герман (1910—1967)
- Александр Гладков (1912-1976)
- Михаил Ерёмин (1936—2022)
- Венедикт Ерофеев (1938—1990)
- Леонид Зорин (1924—2020)
- Валентин Катаев (1897—1986)
- Николай Коляда (род. 1957)
- Леонид Леонов (1899—1994)
- Лев Лосев (1937—2009)
- Владимир Максимов (1930—1995)
- Юрий Мамлеев (1931—2015)
- Сергей Михалков (1913—2009)
- Виктор Некрасов (1911—1987)
- Ры Никонова (1942—2014)
- Эдуард Радзинский (род. 1936)
- Виктор Розов (1913-2004)
- Михаил Рощин (1933—2010)
- Эльдар Рязанов (1927—2015)
- Нина Садур (1950—2023)
- Юлиан Семёнов (1931—1993)
- Константин Симонов (1915—1979)
- Геннадий Шпаликов (1937-1974)
- Виктория Токарева (род. 1937)
- Григорий Горин (1940—2000)
- Евгений Харитонов (1941—1981)
- Алексей Хвостенко (1940–2004)
- Василий Шукшин (1929—1974)

|  |

## Современная русская литература

### Конец XX века
1989 год в СССР стал фактическим (формально с 1990) концом цензуры произведений литературы и искусства, пришедшим на смену ограниченной гласности. Однако, невиданная до того свобода творчества сопровождалась политическим и экономическим хаосом в постсоветские 1990-е и упадком книгоиздательской индустрии. Обанкротилось несколько «толстых журналов». Часть писателей возвращается из вынужденной эмиграции, в то же время, наблюдается новая волна отъезда авторов из России по материальным и иным причинам. Сами писатели перестают занимать традиционно особое общественное положение в глазах большинства россиян.
— Слова мои неловки, как пердёж на похоронах, но искренни, как вопли на допросах…
Наиболее обсуждаемыми фигурами в современной словесности стали такие писатели-постмодернисты, как прозаик Виктор Пелевин, характеризовавший свой дзэн-инспирированный роман «Чапаев и Пустота», как «первое произведение в мировой литературе, действие которого происходит в абсолютной пустоте», начинавший писать в среде андеграундных литераторов ещё в предперестроечные годы прозаик, драматург и художник Владимир Сорокин (романы «Сердца четырёх» и «Голубое сало»), и поэт с советским андеграундным прошлым Дмитрий Пригов. Среди иных значительных постмодернистских сочинений '90-х — «Время ночь» Людмилы Петрушевской, «Эрон» Анатолия Королёва, «Подлинная история „Зелёных музыкантов“» Евгения Попова, «Кысь» Татьяны Толстой, историософская проза Владимира Шарова, а также эссеистика израильского литературоведа, а позднее романиста, Александра Гольдштейна.
Далеко не все исследователи склонны к расширительному пониманию постмодернистского направления, критикуя коллег, которые записывают в постмодернисты всех писателей, чьё творчество не укладывается в рамки реализма, кто использует иронию, гротеск, эпатаж или китч. Речь может идти о версиях модернизма и авангарда. Так, к примеру, спорным является отнесение к постмодернизму прозы Владимира Войновича и Людмилы Петрушевской.
Ряд писателей продолжают традицию реализма не без элементов модернизма, магического реализма и новаторства, нередко именуемого «новым реализмом» и «постреализмом»: 1) живые классики советской литературы — Леонид Леонов, закончивший многолетнюю работу над обширным философско-мистическим романом «Пирамида», Виктор Астафьев (повесть «Так хочется жить»), Юрий Давыдов (роман «Бестселлер»), Валентин Распутин («Цикл рассказов о Сене Позднякове»), Виктория Токарева (книга «Хэппи энд») и Владимир Маканин (роман «Андеграунд, или Герой нашего времени»); 2) нонконформисты советских лет — Александр Солженицын (роман-эпопея «Красное колесо»), Георгий Владимов (роман «Генерал и его армия») и Василий Аксёнов (трилогия «Московская сага»); 3) «новая волна» — драматург и режиссёр Николай Коляда, Алексей Варламов (повесть «Рождение» и роман «Купавна»), Павел Крусанов (роман в стиле альтернативного реализма «Укус ангела»), российско-швейцарский автор Михаил Шишкин (роман «Взятие Измаила») и российско-французский драматург Михаил Волохов («Игра в жмурики»).
Относительно новая тенденция в русской литературе — появление плеяды талантливых женщин-прозаиков: авторы рассказов Виктория Токарева, Людмила Петрушевская и Татьяна Толстая, и романисты Людмила Улицкая, Нина Садур, Ирина Полянская, российско-израильская писательница Дина Рубина и Валерия Нарбикова.
Произведения современной русской литературы создаются в разных жанрах, среди которых выделяются массовая литература (фэнтези, фантастика, детектив, мелодрама, приключенческий роман), блогерская литература, роман-антиутопия и постапокалиптика. Авторами книг, издаваемых максимальными тиражами стали: Борис Акунин (серия приключенческих детективов об Эрасте Фандорине), Сергей Лукьяненко, Дарья Донцова, Полина Дашкова, Александра Маринина, Евгений Гришковец, Татьяна Устинова.
В поэзии этого периода мейнстримом стал Второй русский авангард, бывший в позднесоветских эпоху частью неофициальных искусства и литературы в лице его живых мастеров и новых последователей. Московские концептуалисты, такие как вышеназванный Дмитрий Пригов, Лев Рубинштейн, Анна Альчук и Тимур Кибиров, а также члены Лианозовской группы нонконформистов, в частности, Генрих Сапгир, Игорь Холин и Всеволод Некрасов, которые ранее предпочитали воздерживаться от публикаций в советской периодике, стали очень влиятельными, особенно в Москве. То же самое касается и такого мастера экспериментального нео-сюрреализма, как чувашский и русский поэт Геннадий Айги. Также популярны были поэты, следующие некоторым другим поэтическим направлениям: например, представители постмодернистской школы «необарокко» (не путать с необарокко в архитектуре) Иван Жданов, Елена Шварц, Александр Ерёменко и Алексей Парщиков, Константин Кедров и Елена Кацюба из «ДООС», литературовед Светлана Кекова, Сергей Надеев и Николай Кононов из саратовского клуба «Кокон», Аркадий Драгомощенко, Владимир Аристов, Юрий Арабов и другие представители метареализма 1970-80-х годов, которые все использовали сложные метафоры, называемые ими метаметафорами; вышеупомянутый Аркадий Драгомощенко также считается представителем так называемой языковой поэзии (англ. Language poets); в Петербурге, члены «новой ленинградской поэтической школы», в которую входили не только знаменитый Иосиф Бродский, но и Виктор Кривулин, Сергей Стратановский и Елена Шварц, а также участники «филологической школы» Михаил Ерёмин, Леонид Виноградов, Владимир Уфлянд и русско-американский литературовед Лев Лосев, были заметны сначала в советском андеграунде, а затем и в поэзии мейнстрима 1990-х; с 1970-х развивается минималистский стих в творчестве участников группы «Список действующих лиц» Михаила Файнермана и Ивана Ахметьева, а позднее Александра Макарова-Кроткова; возникшая в 1992 году группа мелоимажинистов включала поэтов и прозаиков Анатолия Кудрявицкого и Людмилу Вагурину; среди других имён — поэты с андеграундным прошлым российско-австрийский музыковед Елизавета Мнацаканова, Леонид Чертков, Галина Андреева, Станислав Красовицкий, Дмитрий Авалиани, Ры Никонова, Евгений Сабуров, российско-израильский автор Елена Игнатова, Михаил Айзенберг, Евгений Бунимович и Дмитрий Григорьев, также Николай Байтов, российско-германский учёный Сергей Бирюков с футуристическим и сюрреалистическим влиянием, Ирина Ермакова, Виталий Кальпиди, фактически не имевшая возможности публиковаться в советские годы филолог Ольга Седакова и Борис Херсонский. Известными поэтами молодого поколения стали Максим Амелин, Полина Барскова, Алина Витухновская, Линор Горалик, Михаил Гронас, Григорий Дашевский, Сергей Круглов, Инга Кузнецова, Дмитрий Кузьмин, Герман Лукомников, Станислав Львовский, Кирилл Медведев, Вера Павлова, Арсений Ровинский, Борис Рыжий, Фёдор Сваровский, Мария Степанова, Елена Фанайлова, Шиш Брянский и Ася Шнейдерман.
- Геннадий Айги
- Борис Акунин
- Иван Ахметьев
- Сергей Бирюков
- Алексей Варламов
- Михаил Волохов
- Линор Горалик
- Елена Игнатова
- Константин Кедров
- Светлана Кекова
- Анатолий Королёв
- Павел Крусанов
- Валерия Нарбикова
- Вера Павлова
- Людмила Петрушевская
- Ирина Полянская
- Дина Рубина
- Ольга Седакова
- Владимир Сорокин
- Мария Степанова
- Татьяна Толстая
- Людмила Улицкая
- Елена Фанайлова
- Владимир Шаров
- Михаил Шишкин

### XXI век
— А почему для ссылки выбрали нашу планету?
— Её не выбрали. Она изначально была создана для того, чтобы стать тюрьмой.
В начале XXI века, Виктор Пелевин и Владимир Сорокин остаются ведущими русскими писателями. Также значимы новые произведения Бориса Акунина (приключения), Людмилы Улицкой («Даниэль Штайн, переводчик», роман о Холокосте и межрелигиозных отношениях) и Михаила Шишкина (роман «Венерин волос»).
Среди дебютантов-прозаиков начала века: художник Эдуард Кочергин (книги «Ангелова кукла» и «Крещённые крестами»); Алексей Иванов, широко известный своим историческим романом о покорении Урала «Сердце пармы»;
российско-израильский поэт и прозаик философско-символического склада Александр Иличевский (романы «Перс» и «Чертёж Ньютона»); Михаил Елизаров (романы «Библиотекарь» и «Земля»); Герман Садулаев со сборником о чеченской войне «Я — чеченец!»; и Захар Прилепин (романы «Санькя» и «Обитель»). Во втором десятилетии века приобрели известность Евгений Водолазкин, автор книги «Лавр», признанного одним из десяти лучших романов о Боге всех времён по версии британской газеты «The Guardian», и Алексей Сальников, благодаря галлюцинаторному роману «Петровы в гриппе и вокруг него», характеризуемого в качестве редкого выдающегося текста. В области популярной литературы успешны постапокалиптические романы Дмитрия Глуховского.
Большинство названных авторов критикуют путинизм и уехали из России. Имена некоторых после 2022 года подвергаются «отмене», а книги изымаются из ряда книжных магазинов. Примерами именитых писателей активно поддерживающих режим, особенно его внешнеполитический курс, являются поэтесса Юнна Мориц, Александр Проханов, Юрий Поляков, Павел Крусанов и Захар Прилепин.
среди светящегося/(ветвящихся) по-прежнему людей/

создать человека, пока ты не

                             человек.
Сокровищница русской поэзии пополнилась в XXI столетии сочинениями, как старших мастеров, таких как Олег Чухонцев, так и дебютантов, среди которых Наталия Азарова, Василий Бородин, Игорь Булатовский, Анна Глазова, Павел Гольдин, Алла Горбунова, Татьяна Грауз, Всеволод Емелин, Анна Золотарёва, Виктор Іванів, Никита Иванов, Влад Маленко, Мария Малиновская, Татьяна Мосеева, Роман Осминкин, Вера Полозкова, Андрей Поляков, Евгения Риц, Андрей Родионов, Галина Рымбу, Андрей Сен-Сеньков, Дарья Серенко, Екатерина Симонова, Ника Скандиака, Таня Скарынкина и Евгения Суслова. Основные тенденции новейшей поэзии — нео-сюрреалистическая фрагментарность, а также возвращение сюжетной поэзии у представителей направления «новый эпос». Однако, в целом частью литературоведов отмечается «отсутствие ярких открытий» в творчестве новых поэтов.
В писательской среде наблюдается закат Москва-центричности в силу появления в 2000-годы ряда областных литературных фестивалей в Петербурге, Екатеринбурге, Калининграде, Нижнем Новгороде и других городах, и, особенно, развития литературы в Рунете. Не случайно наиболее значимый для публикаций новый сайт «Полутона» был создан литераторами из Калининграда. Среди других наиболее представительных сетевых изданий, возникших на рубеже 90-х—2000-х, — портал «Вавилон» и литературно-философский журнал «Топос»
. Появились две новые влиятельные литературные премии — «Большая книга» и «Национальный бестселлер». С 2023 года присуждается премия патриотической направленности «Гипертекст».
- Наталия Азарова
- Евгений Водолазкин
- Алла Горбунова
- Татьяна Грауз
- Михаил Елизаров
- Анна Золотарёва
- Алексей Иванов
- Александр Иличевский
- Эдуард Кочергин
- Вера Полозкова
- Захар Прилепин
- Герман Садулаев
- Алексей Сальников
- Андрей Сен-Сеньков

### Современная военная литература
Военная проза конца XX века была преимущественно посвящена Великой Отечественной и афганской войнам, как-то «Прокляты и убиты» Виктора Астафьева, «Генерал и его армия»
Георгия Владимова и «Знак зверя» Олега Ермакова. В начале XXI столетии также выходят произведения о событиях Великой Отечественной, прежде всего, писателей старшего поколения (например, «Мой лейтенант» Даниила Гранина).
Аркадия Бабченко, Александра Карасёва, Захара Прилепина и Германа Садулаева считают основоположниками современной русской военной прозы нового века, обращающихся в частности к событиям чеченской войны. Из авторов старшего поколения о чеченской войне писал Владимир Маканин.
Вскоре после вторжения России на Украину в 2022 году в России начали появляться произведения в жанрах «быстрого реагирования», прославляющие войну с Украиной (поэзия, публицистика). Z-поэзия — литературное движение, получившее свое название от символа «Z», который был нанесен на российскую бронетехнику, въезжающую на Украину, и стал символом российской агрессии. Среди представителей Z-поэзии в основном молодые — Игорь Караулов, Владислав Маленко, Александр Пелевин и другие. Из представителей старшего поколения провоенные стихи пишут Юрий Поляков и Юнна Мориц. На тему российско-украинской войны уже появились и произведения крупной формы. Так, примером попытки нейтральной книги о людях на войне на Украине стал роман Софии Синицкой «Чёрная Сибирь» (2023).

### Современные направления
Ниже приводится список литературных направлений, представленных в современной русской словесности. Перечень представляющих их авторов составлен в порядке старшинства.
| Направления                                          | Ключевые авторы |
| ---------------------------------------------------- | --- |
| Реализм, неонатурализм, грязный реализм, постреализм | Александр Солженицын, Виктор Астафьев, Георгий Владимов, Василий Аксёнов, Валентин Распутин, Виктория Токарева, Юрий Поляков, Николай Коляда, Михаил Шишкин, Алексей Варламов, Захар Прилепин                                                                       |
| Магический реализм                                   | Андрей Синявский, Нина Садур, Николай Байтов, Михаил Волохов, Ольга Славникова, Павел Крусанов, Павел Пепперштейн, Лора Белоиван, Таня Скарынкина, София Синицкая, Алексей Сальников                                                                                |
| Неоакмеизм                                           | Семён Липкин, Александр Кушнер, Белла Ахмадулина, Олег Чухонцев |
| Абсурдизм                                            | Владимир Эрль, Александр Миронов, Нина Садур, Михаил Волохов |
| Постмодернизм                                        | Андрей Битов, Генрих Сапгир, Владимир Войнович, Людмила Петрушевская, Валерий Попов, Эдуард Лимонов, Саша Соколов, Анатолий Королёв, Евгений Попов, Вячеслав Пьецух, Нина Садур, Татьяна Толстая, Владимир Шаров, Владимир Сорокин, Виктор Пелевин, Михаил Елизаров |
| Московский концептуализм                             | Всеволод Некрасов, Дмитрий Пригов, Виктор Ерофеев, Лев Рубинштейн, Анна Альчук, Тимур Кибиров, Владимир Сорокин, Юлия Кисина |
| Метареализм                                          | Константин Кедров, Виктор Кривулин, Аркадий Драгомощенко, Елена Кацюба, Иван Жданов, Елена Шварц, Владимир Аристов, Александр Ерёменко, Светлана Кекова, Юрий Арабов, Алексей Парщиков, Сергей Надеев, Николай Кононов                                              |
| Необарокко                                           | Иван Жданов, Елена Шварц, Александр Ерёменко, Алексей Парщиков |
| Языковая поэзия                                      | Аркадий Драгомощенко |
| Перформанс-поэзия                                    | Дмитрий Пригов, Ры Никонова, Сергей Сигей, Андрей Родионов, Роман Осминкин |
| Неосюрреализм                                        | Геннадий Айги, Сергей Бирюков, Анатолий Кудрявицкий, Дмитрий Григорьев, Татьяна Грауз, Анна Глазова, Инга Кузнецова |
| Минимализм                                           | Леонид Виноградов, Михаил Файнерман, Иван Ахметьев, Александр Макаров-Кротков |
| Мелоимажинизм                                        | Анатолий Кудрявицкий, Людмила Вагурина |
| Постпостмодернизм/ новая искренность                 | Анатолий Королёв, Александр Гольдштейн, Виктор Пелевин |
| Новый эпос                                           | Борис Херсонский, Всеволод Емелин, Елена Фанайлова, Арсений Ровинский, Андрей Родионов, Фёдор Сваровский, Мария Степанова, Линор Горалик |

- Дмитрий Авалиани (1938—2003)
- Наталия Азарова (род. 1956)
- Геннадий Айги (1934—2006)
- Михаил Айзенберг (род. 1948)
- Юрий Айхенвальд (1928—1993)
- Юз Алешковский (1929—2022)
- Анна Альчук (1955—2008)
- Максим Амелин (род. 1970)
- Галина Андреева (1933—2016)
- Юрий Арабов (1954—2023)
- Владимир Аристов (род. 1950)
- Эльдар Ахадов (род. 1960)
- Белла Ахмадулина (1937—2010)
- Иван Ахметьев (род. 1950)
- Николай Байтов (род. 1951)
- Вилен Барский (1930—2012)
- Полина Барскова (род. 1976)
- Татьяна Бек (1949—2005)
- Сергей Бирюков (род. 1950)
- Василий Бородин (1982—2021)
- Леонид Бородин (1938—2011)
- Иосиф Бродский (1940—1996)
- Шиш Брянский (род. 1975)
- Игорь Булатовский (род. 1971)
- Евгений Бунимович (род. 1954)
- Дмитрий Быков (род. 1967)
- Людмила Вагурина (род. 1955)
- Леонид Виноградов (1936—2004)
- Алина Витухновская (род. 1973)
- Андрей Вознесенский (1933—2010)
- Анри Волохонский (1936—2017)
- Мария Галина (род. 1958)
- Владимир Гандельсман (род. 1948)
- Анна Глазова (род. 1973)
- Татьяна Глушкова (1939—2001)
- Линор Горалик (род. 1975)
- Алла Горбунова (род. 1985)
- Татьяна Грауз (род. 1964)
- Дмитрий Григорьев (род. 1960)
- Олег Григорьев (1943—1992)
- Михаил Гронас (род. 1970)
- Игорь Губерман (род. 1936)
- Григорий Дашевский (1964—2013)
- Андрей Дементьев (1928—2018)
- Аркадий Драгомощенко (1946—2012)
- Евгений Евтушенко (1932—2017)
- Всеволод Емелин (род. 1956)
- Александр Ерёменко (1950—2021)
- Михаил Ерёмин (1936—2022)
- Ирина Ермакова (род. 1951)
- Иван Жданов (род. 1948)
- Анатолий Жигулин (1930—2000)
- Анна Золотарёва (род. 1978)
- Виктор Іванів (1977—2015)
- Елена Игнатова (род. 1947)
- Ольга Ильницкая (род. 1951)
- Александр Ильянен (род. 1958)
- Римма Казакова (1932—2008)
- Виталий Кальпиди (род. 1957)
- Елена Кацюба (1946-2020)
- Константин Кедров (род. 1942)
- Светлана Кекова (род. 1951)
- Тимур Кибиров (род. 1955)
- Юлий Ким (род. 1936)
- Николай Кононов (род. 1958)
- Наум Коржавин (1925—2018)
- Станислав Красовицкий (род. 1935)
- Виктор Кривулин (1944—2001)
- Сергей Круглов (род. 1966)
- Юрий Кублановский (род. 1947)
- Анатолий Кудрявицкий (род. 1954)
- Юрий Кузнецов (1941—2003)
- Инга Кузнецова (род. 1974)
- Дмитрий Кузьмин (род. 1968)
- Станислав Куняев (род. 1932)
- Александр Кушнер (род. 1936)
- Юрий Левитанский (1922—1996)
- Семён Липкин (1911—2003)
- Лев Лосев (1937—2009)
- Станислав Львовский (род. 1972)
- Герман Лукомников (род. 1962)
- Александр Макаров-Кротков (род. 1959)
- Владимир Максимов (1930—1995)
- Влад Маленко (род. 1971)
- Мария Малиновская (род. 1994)
- Новелла Матвеева (1934—2016)
- Кирилл Медведев (род. 1975)
- Александр Межиров (1923—2009)
- Александр Миронов (1948—2010)
- Сергей Михалков (1913—2009)
- Елизавета Мнацаканова (1922—2019)
- Юнна Мориц (род. 1937)
- Сергей Надеев (род. 1956)
- Всеволод Некрасов (1934—2009)
- Олеся Николаева (род. 1955)
- Ры Никонова (1942—2014)
- Булат Окуджава (1924—1997)
- Денис Осокин (род. 1977)
- Вера Павлова (род. 1963)
- Алексей Парщиков (1954—2009)
- Вера Полозкова (род. 1986)
- Андрей Поляков (род. 1968)
- Юрий Поляков (род. 1954)
- Валерий Попов (род. 1939)
- Дмитрий Пригов (1940—2007)
- Евгений Рейн (род. 1935)
- Евгения Риц (род. 1977)
- Арсений Ровинский (род. 1968)
- Андрей Родионов (род. 1971)
- Роберт Рождественский (1932—1994)
- Лев Рубинштейн (1947—2024)
- Борис Рыжий (1974—2001)
- Галина Рымбу (род. 1990)
- Евгений Сабуров (1946—2009)
- Алексей Сальников (род. 1978)
- Генрих Сапгир (1928—1999)
- Фёдор Сваровский (род. 1971)
- Ольга Седакова (род. 1949)
- Андрей Сен-Сеньков (род. 1968)
- Дарья Серенко (род. 1993)
- Сергей Сигей (1947—2014)
- Екатерина Симонова (род. 1977)
- Мизаил Синельников (род. 1946)
- Таня Скарынкина (род. 1969)
- Роман Солнцев (1939—2007)
- Виктор Соснора (1936—2019)
- Мария Степанова (род. 1972)
- Сергей Стратановский (род. 1944)
- Евгения Суслова (род. 1986)
- Геннадий Трифонов (1945—2011)
- Владимир Уфлянд (1937—2007)
- Елена Фанайлова (род. 1962)
- Сергей Федин (род. 1956)
- Леонид Филатов (1946—2003)
- Алексей Хвостенко (1940—2004)
- Борис Херсонский (род. 1950)
- Игорь Холин (1920—1999)
- Леонид Чертков (1933—2000)
- Олег Чухонцев (род. 1938)
- Владимир Шаров (1952—2018)
- Елена Шварц (1948—2010)
- Ася Шнейдерман (род. 1968)
- Владимир Эрль (1947—2020)

- Чингиз Айтматов (1928—2008)
- Василий Аксёнов (1932—2009)
- Юз Алешковский (1929—2022)
- Борис Акунин (род. 1956)
- Виктор Астафьев (1924—2001)
- Аркадий Бабченко (род. 1977)
- Николай Байтов (род. 1951)
- Григорий Бакланов (1923—2009)
- Павел Басинский (род. 1961)
- Василий Белов (1932—2012)
- Лора Белоиван (род. 1967)
- Андрей Битов (1937—2018)
- Владимир Богомолов (1924—2003)
- Юрий Бондарев (1924—2020)
- Леонид Бородин (1938—2011)
- Андрей Бычков (род. 1954)
- Алексей Варламов (род. 1963)
- Борис Васильев (1924—2013)
- Леонид Виноградов (1936—2004)
- Георгий Владимов (1931–2003)
- Евгений Водолазкин (род. 1964)
- Владимир Войнович (1932—2018)
- Андрей Волос (род. 1955)
- Анри Волохонский (1936–2017)
- Вера Галактионова (род. 1948)
- Мария Галина (род. 1958)
- Андрей Геласимов (род. 1966)
- Анатолий Гладилин (1935–2018)
- Александр Гольдштейн (1957—2006)
- Линор Горалик (род. 1975)
- Алла Горбунова (род. 1985)
- Даниил Гранин (1919—2017)
- Юрий Давыдов (1924—2002)
- Аркадий Драгомощенко (1946—2012)
- Борис Екимов (род. 1938)
- Михаил Елизаров (род. 1973)
- Олег Ермаков (род. 1961)
- Виктор Ерофеев (род. 1947)
- Сергей Залыгин (1913—2000)
- Камиль Зиганшин (род. 1950)
- Александр Зиновьев (1922—2006)
- Алексей Иванов (род. 1969)
- Анатолий Иванов (1928—1999)
- Ольга Ильницкая (род. 1951)
- Александр Ильянен (род. 1958)
- Фазиль Искандер (1929—2016)
- Анатолий Калинин (1916—2008)
- Александр Карасёв (род. 1971)
- Владимир Карпов (род. 1951)
- Юлия Кисина (род. 1966)
- Николай Коляда (род. 1957)
- Анатолий Королёв (род. 1946)
- Эдуард Кочергин (род. 1937)
- Павел Крусанов (род. 1961)
- Михаил Кураев (род. 1939)
- Андрей Левкин (1954—2023)
- Эдуард Лимонов (1943—2020)
- Дмитрий Липскеров (род. 1964)
- Владимир Личутин (род. 1940)
- Владимир Лорченков (род. 1979)
- Евгений Лукин (род. 1950)
- Аркадий Львов (1927—2020)
- Станислав Львовский (род. 1972)
- Владимир Маканин (1937—2017)
- Владимир Максимов (1930—1995)
- Юрий Мамлеев (1931—2015)
- Борис Можаев (1923—1996)
- Юрий Нагибин (1920—1994)
- Валерия Нарбикова (род. 1958)
- Ры Никонова (1942—2014)
- Денис Осокин (род. 1977)
- Виктор Пелевин (род. 1962)
- Павел Пепперштейн (род. 1966)
- Людмила Петрушевская (род. 1938)
- Андрей Поляков (род. 1968)
- Юрий Поляков (род. 1954)
- Ирина Полянская (1952—2004)
- Валерий Попов (род. 1939)
- Евгений Попов (род. 1946)
- Захар Прилепин (род. 1975)
- Пётр Проскурин (1928—2001)
- Александр Проханов (род. 1938)
- Вячеслав Пьецух (1946—2019)
- Валентин Распутин (1937—2015)
- Андрей Рубанов (род. 1969)
- Дина Рубина (род. 1953)
- Вячеслав Рыбаков (род. 1954)
- Нина Садур (1950—2023)
- Алексей Сальников (род. 1978)
- Александр Сегень (род. 1959)
- Андрей Сен-Сеньков (род. 1968)
- Роман Сенчин (род. 1971)
- София Синицкая (род. 1972)
- Игорь Синявин (1937–2000)
- Андрей Синявский (1925—1997)
- Ольга Славникова (род. 1957)
- Саша Соколов (род. 1943)
- Александр Солженицын (1918—2008)
- Владимир Сорокин (род. 1955)
- Мария Степанова (род. 1972)
- Михаил Тарковский (род. 1958)
- Виктория Токарева (род. 1937)
- Татьяна Толстая (род. 1951)
- Дарья Тоцкая (род. 1989)
- Людмила Улицкая (род. 1943)
- Владимир Уфлянд (1937—2007)
- Игорь Холин (1920—1999)
- Валерий Холоденко (1945—1993)
- Александр Чаковский (1913—1994)
- Владимир Шаров (1952—2018)
- Елена Шварц (1948—2010)
- Михаил Шишкин (род. 1961)
- Владимир Эрль (1947—2020)
- Леонид Юзефович (род. 1947)

- Юрий Бондарев (1924—2020)
- Эмиль Брагинский (1921—1998)
- Леонид Виноградов (1936—2004)
- Александр Володин (1919—2001)
- Михаил Волохов (род. 1955)
- Анри Волохонский (1936–2017)
- Иван Вырыпаев (род. 1974)
- Григорий Горин (1940—2000)
- Михаил Ерёмин (1936—2022)
- Леонид Зорин (1924—2020)
- Николай Коляда (род. 1957)
- Владимир Максимов (1930—1995)
- Юрий Мамлеев (1931—2015)
- Ры Никонова (1942—2014)
- Людмила Петрушевская (род. 1938)
- Юрий Поляков (род. 1954)
- Евгений Попов (род. 1946)
- Эдуард Радзинский (род. 1936)
- Андрей Родионов (род. 1971)
- Виктор Розов (1913—2004)
- Михаил Рощин (1933—2010)
- Эльдар Рязанов (1927—2015)
- Нина Садур (1950—2023)
- Владимир Сорокин (род. 1955)
- Виктория Токарева (род. 1937)
- Леонид Филатов (1946—2003)
- Алексей Хвостенко (1940—2004)

- Василий Аксёнов (1932—2009)
- Виктор Астафьев (1924—2001)
- Григорий Бакланов (1923—2009)
- Павел Басинский (род. 1961)
- Василий Белов (1932—2012)
- Лора Белоиван (род. 1967)
- Владимир Богомолов (1924—2003)
- Юрий Бондарев (1924—2020)
- Леонид Бородин (1938—2011)
- Алексей Варламов (род. 1963)
- Георгий Владимов (1931–2003)
- Даниил Гранин (1919—2017)
- Юрий Давыдов (1924—2002)
- Борис Екимов (род. 1938)
- Всеволод Емелин (род. 1956)
- Виктор Ерофеев (род. 1947)
- Алексей Иванов (род. 1969)
- Анатолий Иванов (1928—1999)
- Андрей Иванов (род. 1971)
- Анатолий Калинин (1916—2008)
- Николай Коляда (род. 1957)
- Эдуард Кочергин (род. 1937)
- Павел Крусанов (род. 1961)
- Владимир Личутин (род. 1940)
- Виктор Лихоносов (1936—2021)
- Аркадий Львов (1927—2020)
- Борис Можаев (1923—1996)
- Юрий Мамлеев (1931—2015)
- Владимир Маканин (1937—2017)
- Борис Можаев (1923—1996)
- Юрий Нагибин (1920—1994)
- Евгений Носов (1925—2002)
- Олег Павлов (1970—2018)
- Денис Осокин (род. 1977)
- Юрий Поляков (род. 1954)
- Захар Прилепин (род. 1975)
- Пётр Проскурин (1928—2001)
- Валентин Распутин (1937—2015)
- Андрей Рубанов (род. 1969)
- Роман Сенчин (род. 1971)
- София Синицкая (род. 1972)
- Андрей Синявский (1925—1997)
- Таня Скарынкина (род. 1969)
- Ольга Славникова (род. 1957)
- Александр Солженицын (1918—2008)
- Виктория Токарева (род. 1937)
- Дарья Тоцкая (род. 1989)
- Александр Чаковский (1913—1994)
- Михаил Шишкин (род. 1961)

- Борис Акунин (род. 1956)
- Андрей Аствацатуров (род. 1969)
- Андрей Битов (1937—2018)
- Андрей Бычков (род. 1954)
- Владимир Войнович (1932—2018)
- Дмитрий Галковский (род. 1960)
- Дмитрий Глуховский (род. 1979)
- Александр Гольдштейн (1957—2006)
- Аркадий Драгомощенко (1946—2012)
- Александр Ерёменко (1950—2021)
- Виктор Ерофеев (род. 1947)
- Михаил Елизаров (род. 1973)
- Иван Жданов (род. 1948)
- Александр Ильянен (род. 1958)
- Тимур Кибиров (род. 1955)
- Юлия Кисина (род. 1966)
- Михаил Кононов (1948—2009)
- Константин Крылов (1967—2020)
- Эдуард Лимонов (1943—2020)
- Дмитрий Липскеров (род. 1964)
- Илья Масодов (род. 1966)
- Всеволод Некрасов (1934—2009)
- Алексей Парщиков (1954—2009)
- Людмила Петрушевская (род. 1938)
- Виктор Пелевин (род. 1962)
- Валерий Попов (род. 1939)
- Евгений Попов (род. 1946)
- Дмитрий Пригов (1940—2007)
- Александр Проханов (род. 1938)
- Вячеслав Пьецух (1946—2019)
- Егор Радов (1962—2009)
- Дина Рубина (род. 1953)
- Лев Рубинштейн (1947—2024)
- Нина Садур (1950—2023)
- Алексей Сальников (род. 1978)
- Саша Соколов (род. 1943)
- Владимир Сорокин (род. 1955)
- Татьяна Толстая (род. 1951)
- Людмила Улицкая (род. 1943)
- Владимир Шаров (1952—2018)
- Елена Шварц (1948—2010)

## Детская литература
Долгое время бытовала только устная народная детская литература (сказки, загадки, прибаутки, считалки, песни и другие формы детского фольклора).
В 1691 году придворный поэт Карион Истомин написал лучший для России своего времени букварь.
Антоний Погорельский считается сочинителем первой русской авторской сказки «Чёрная курица, или Подземные жители» (1829). Вслед за ней появляются «Городок в табакерке» Владимира Одоевского и сказки в стихах Александра Сергеевича Пушкина («Сказка о царе Салтане» и другие). Впоследствии многие писатели-классики сочиняли для детей.
В XX веке, во многом по политическим причинам, расцвела советская детская литература.
Одним из первых начал писать стихи такими, какими они нравятся детям, поэт Корней Иванович Чуковский. Вслед за ним появилось множество детских поэтов: Агния Барто, Самуил Маршак, Зинаида Александрова, Сергей Михалков, Григорий Остер, Генрих Сапгир, Роман Сеф, Валентин Берестов, Юнна Мориц, Ирина Токмакова (известная и своими сказками), Борис Заходер (также замечательный переводчик, познакомивший русскую литературу с мировой детской классикой).
Прозаики —
Лев Кассиль, Николай Носов,
Виктор Драгунский,
Виктор Голявкин (сочинявшие рассказы, в которых повествование идёт от лица непосредственного и озорного мальчика),
Владислав Крапивин (сочинявший для детей как реалистические рассказы и повести, так и сказки и произведения фантастики),
Альберт Иванов (писавший как для самых маленьких, так и для взрослых читателей),
Аркадий Гайдар,
Евгений Чарушин,
Владимир Сутеев (сочинитель сказок, иллюстратор и аниматор),
Вильям Козлов,
Виталий Губарев,
Анатолий Алексин,
Анатолий Рыбаков,
Софья Прокофьева,
Эдуард Шим и
Эдуард Успенский, придумавший сказочного героя Чебурашку.
Среди современных «взрослых» авторов много пишет для детей Людмила Петрушевская.

### Цитируемая
- Артаксерксово действо. Первая пьеса русского театра XVII в. / вступ. ст. и коммент. И. М. Кудрявцева. — М.—Л.: Изд-во АН СССР, 1957. — 345 с.
- Бабушкина А. П. История русской детской литературы. — М.: Гос. учеб.-педагог. изд-во, 1948. — 479 с.
- Баевский В. С. История русской литературы XX века. — М.: Языки русской культуры, 1999.
- Богданова О. В. Постмодернизм в контексте современной русской литературы (60—90-е годы XX века — начало XXI века). — СПб.: Изд-во СПбГУ, 2004. — 716 с. — ISBN 5-8465-0218-0.
- Большакова А. Ю. Литературный процесс сегодня: pro et contra (статья первая) // Знание. Понимание. Умение : электронный журнал. — 2010. — № 5 — Филология.
- Большакова А. Ю. Русская литература на рубеже XX—XXI веков: новые приоритеты (статья вторая) // Знание. Понимание. Умение : электронный журнал. — 2011. — № 3 (май—июнь).
- Ганкина Э. З. Для сердца и разума: детская иллюстрированная книга в России, конец XVII — первая половина XIX века. — 1998. — 222 с.
- Евсюков А. О новой военной прозе // Вопросы литературы. — 2022. — № 3. Архивировано 22 ноября 2023 года.
- Зализняк А. А., Янин В. Л. Новгородская псалтырь начала XI века — древнейшая книга Руси // Вестник Российской академии наук. — 2001. — Т. 71, № 3. — С. 202—209.
- История русского романа: в 2 т. — М.—Л.: Изд-во АН СССР, 1962—1964.
- История русской литературы: в 4 т. / АН СССР. Институт рус. лит. (Пушкин. дом); Редкол.: Н. И. Пруцков (гл. ред.), А. С. Бушмин, Е. Н. Куприянова, Д. С. Лихачёв, Г. П. Макогоненко, К. Д. Муратова. — Л.: Наука. Ленингр. отделение, 1980—1983.
- Древнерусская литература : [арх. 21 октября 2022] / Калугин В. В. // Россия [Электронный ресурс]. — 2004. — С. 703—712. — (Большая российская энциклопедия : [в 35 т.] / гл. ред. Ю. С. Осипов ; 2004—2017, т. [б. н.]). — ISBN 5-85270-326-5.
- Каравашкин А. В. Литературный обычай Древней Руси (XI—XVI вв.). — М.: РОССПЭН, 2011. — 544 с.
- Карпенко Л. Б., Карпенко Г. Ю. Мифы советской науки о возникновении восточнославянской письменности (анализ и критика) // Вестник Самарского университета. История, педагогика, филология. — 2016. — № 1. — С. 244—248.
- Катаев В. Б. Игра в осколки. Судьбы русской классики в эпоху постмодернизма. — М.: Изд-во Моск. ун-та, 2002.
- Косицин А. А. Современный литературный процесс (динамика, направления, контексты). — Самара: Изд-во СГАУ, 2015. — 80 с. — ISBN 978-5-7883-1051-0.
- Кукулин И. В. «Создать человека, пока ты не человек…» Заметки о русской поэзии 2000-х // Новый мир. — 2010. — № 1. Архивировано 14 июня 2020 года.
- Лейдерман Н. Л., Липовецкий М. Н. Современная русская литература. 1950—1990-е годы: учеб. пособ. — М.: Академия, 2003. — Т. 1—2.
- Ланин Б. А. Русская утопия, антиутопия и фантастика в новом социально-культурном контексте // Проблемы современного образования. — 2014. — № 1. — С. 161—169. Архивировано 9 августа 2016 года.
- Липовецкий М. «Ардис» и современная русская литература: тридцать лет спустя // Новое литературное обозрение. — 2014. — № 1 (125).
- Литературы народов России: XX в.: Словарь / под ред. Н. С. Надъярных. — М.: Наука, 2005. — 365 с. — 1100 экз. — ISBN 5-02-010208-3.
- Лихачёв Д. С. Барокко и его русский вариант XVII века // Русская литература. — 1969. — № 2. — С. 18—45.
- Луков В. А. Основные особенности русской литературы // Знание. Понимание. Умение : электронный журнал. — 2008. — № 5 — Филология.
- Медынцева А. А. Начало письменности на Руси по археологическим данным // История, культура, этнография и фольклор славянских народов. IX Международный съезд славистов. Киев, сентябрь 1983 г. Доклады советской делегации. — М.: Наука, 1983. Архивировано 4 июля 2015 года.
- Мельников М. Н. Русский детский фольклор. — М.: Просвещение, 1987. — 240 с.
- Мирский Д. С. История русской литературы. С древнейших времён до 1925 года / пер. с англ. Р. Зерновой. — London: Overseas Publications Interchange, 1992. — 882 с.
- Немзер А. Замечательное десятилетие. О русской прозе 90-х годов // Новый мир. — 2000. — № 1. (см. переиздание)
- Нефагина Г. Л. Русская проза второй половины 80-х — начала 90-х годов XX века. — Минск, 1998.
- Памятники русского права. Вып. 1: Памятники права Киевского государства X—XII вв. / под ред. С. В. Юшкова; сост. А. А. Зимин. — М.: Госюриздат, 1952.
- Путилова Е. О. Детское чтение — для сердца и разума: очерки по истории детской литературы / под ред. С. А. Гончарова; Рос. гос. пед. университет им. А. И. Герцена. — СПб.: Изд-во РГПУ, 2005. — 402 с.
- Развитие барокко и зарождение классицизма в России XVII — начала XVIII в. / под ред. А. Н. Робинсона. — М.: Наука, 1989. — ISBN 5020113867.
- Россия/Русский язык и русская литература/История русской литературы // Энциклопедический словарь Брокгауза и Ефрона : в 86 т. (82 т. и 4 доп.). — СПб., 1890—1907.
- Русская литература // Краткая литературная энциклопедия / Гл. ред. А. А. Сурков. — М. : Советская энциклопедия, 1962—1978. — Т. 1—9.
- Русское народное поэтическое творчество. — М.—Л., 1953. — Т. 1: Очерки по истории русского народного поэтического творчества X — начала XIII в..
- Словарь книжников и книжности Древней Руси : [в 4 вып.] / Рос. акад. наук, Институт рус. лит. (Пушкинский Дом); отв. ред. Д. С. Лихачёв [и др.]. — Л. : Наука, 1987—2017. Электронная версия первого и 1—2 частей второго выпуска на сайте Института русской литературы Российской академии наук (Пушкинский Дом).
- Ужанков А. Н. Стадиальное развитие русской литературы XI — первой трети XVIII в. теория литературных формаций // Древняя Русь. Вопросы медиевистики. — 2007. — № 2 (28). — С. 66—80.
- Хеллман Б. Сказка и быль: История русской детской литературы. — М.: НЛО.  Научное приложение. Вып. CLV, 2016. — 1504 с. — ISBN 9785444804643.
- Храпченко М., Розенфельд Б., Гудзий Н., Белецкий А., М. Габель, А. Цейтлин, Б. Михайловский, Р. Мессер. Русская литература // Литературная энциклопедия  / отв. ред. А. В. Луначарский. — М.: Худож. лит., 1937. — Т. 10. — С. 88—397 (стб.). Архивировано 26 июня 2014 года.

на иных языках
- Gorlin M. The interrelation of painting and literature in Russia // The Slavonic and East European Review. — November 1946. — Vol. 25 — No. 64. (англ.)
- Kahn A., Lipovetsky M., Reyfman I., Sandler S. A History of Russian Literature (англ.). — Oxford: Oxford University Press, 2018. — ISBN 9780199663941.
- Morson G. S. Wonder Confronts Certainty: Russian Writers on the Timeless Questions and Why Their Answers Matter (англ.). — Harvard, Ma: Harvard University Press, 2023. — ISBN 978-0-674-97180-6.
- Reference Guide to Russian Literature (англ.) / Ed. by N. Cornwell, N. Christian. — London; Chicago, Il: Fitzroy Dearborn Pub., 1998. — ISBN 1-884964-10-9.
- Sandler S. The Freest Speech in Russia: Poetry Unbound, 1989–2022 (англ.). — Princeton, NJ: Princeton University Press, 2024. — ISBN 9780691261898.
- Studies in the History of Russian-Israeli Literature (англ.) / Ed. by R. Katsman, M. D. Shrayer. — Brookline, Ma: Academic Studies Press, 2023. — ISBN 9798887191850.

### Дополнительная
- Бирюков П. Песни, псалмы и гимны русских сектантов, рационалистов и мистиков // История русской литературы. Т. 1. — М., 1908.
- Васильев И. Е. Русский поэтический авангард XX века. — Екатеринбург: Изд-во УрГУ, 1999. — 315 с. — ISBN 5-7525-0719-7.
- Гаспаров М. Л. Очерк истории русского стиха. Метрика, ритмика, рифма, строфика. — 2-е изд., доп.. — М.: Фортуна, 2000. — 351 с. — ISBN 5-85695-020-8.
- Егорова Л. П., Фокин А. А., Иванова И. Н. и др. История русской литературы XX века (первая половина): в 2 кн. Кн. 1: Общие вопросы / под ред. Л. П. Егоровой. — 2-е изд.. — М.: Флинта, 2014. — ISBN 978-5-9765-1834-6.
- Ермолин Е. А.. Последние классики. Русская проза последней трети XX века: вершины, главные тексты и ландшафт. — Москва: Совпадение, 2016.
- История жанров в русской литературе X—XVII вв.: сб. статей. / отв. ред. А. М. Панченко. — Л.: Наука, Ленингр. отд., 1972. — 467 с.
- История русского драматического театра: в 7 т. / гл. ред. Е. Г. Холодов. — М.: Искусство, 1977—1987.
- История русской литературы XVIII века: Библиографический указатель / сост. В. П. Степанов, Ю. В. Стенник. Под ред., с доп. и предисл. П. Н. Беркова. — Л.: Наука. Ленингр. отделение, 1968. — 500 с.
- История русской литературы XIX века: Библиографический указатель / под ред. К. Д. Муратовой. — Л.: Наука. Ленингр. отделение, 1962.
- История русской литературы XIX — начала XX века: Библиографический указатель / под ред. К. Д. Муратовой. — Л.: Наука. Ленингр. отделение, 1963.
- Лексикон русской литературы XX века = Lexikon der russischen Literatur ab 1917 / В. Казак ; [пер. с нем.]. — М. : РИК «Культура», 1996. — XVIII, 491, [1] с. — 5000 экз. — ISBN 5-8334-0019-8.
- Крусанов А. В. Русский авангард. 1907—1932: Исторический обзор: в 3 т. — М.: НЛО, 2003—2010.
- Кукулин И. В. Прорыв к невозможной связи: Статьи о русской поэзии. — Екатеринбург: Кабинетный учёный, 2019. — 696 с. — ISBN 978-5-7584-0384-6.
- Литературная энциклопедия / отв. ред. В. М. Фриче, А. В. Луначарский. — М., 1929—1939. — Т. 1—11. | Электронная версия.
- Литературная энциклопедия терминов и понятий / под ред. А. Н. Николюкина; Институт научной информации по общественным наукам РАН. — М.: НПК «Интелвак», 2001. — 1596 с. — ISBN 5-93264-026-X.
- Немзер А. С. Замечательное десятилетие русской литературы. — М.: Захаров, 2003. — 608 с. — (Диалоги о культуре). — 3000 экз. — ISBN 5-8159-0319-1.
- Огрызко В. В. Русские писатели. Современная эпоха. Лексикон: Эскиз будущей энциклопедии. — М.: Литературная Россия, 2004.
- Роговер Е. С. Русская литература XX века. — 2-е изд., доп. и перераб. — СПб.—М., 2011. ISBN 978-5-901609-33-0, ISBN 978-5-91134-187-9.
- Русские писатели. 1800—1917. Биографический словарь / гл. ред. П. А. Николаев. — М.: БРЭ, 1989—2019. — Т. 1—6. — ISBN 978-5-85270-011-7.
- Словарь русских писателей XVIII века: в 3 вып. / отв. ред. А. М. Панченко. — Л./СПб.: Наука, Ленингр. отд., 1988—2010.
- Федотов Г. Стихи духовные. Русская народная вера по духовным стихам. — М., 1991.
- Чупринин С. И. Русская литература сегодня: Малая литературная энциклопедия. — М.: Время, 2012.

### Антологии
- Антология новейшей русской поэзии у Голубой лагуны = The Blue Lagoon Anthology of Modern Russian Poetry: [в 5 т., 9 кн.] / под ред. К. К. Кузьминского, Г. Л. Ковалёва; Institute of Modern Russian Culture at Blue Lagoon, Texas. — Newtonville, Ma: Oriental Research Partners, 1980—1986 (эмигрантское собрание советской неофициальной поэзии) | Электронная версия.
- Антология русского верлибра / сост. К. Джангиров. — М.: Прометей, 1991. — 753 с. — ISBN 5-7042-0589-5.
- Антология русского палиндрома, комбинаторной и рукописной поэзии / сост. и коммент. Г. Г. Лукомникова и С. Н. Федина; консультант Д. Е. Авалиани [графика М. Эшера]. — М.: Гелиос АРВ, 2002. — 272 с. — ISBN 5-85438-044-7.
- Антология русской поэзии. Поэмы: в 2 т. / сост. М. И. Синельникова. — М.: Гнозис; Ладомир, 2019.
- Библиотека литературы Древней Руси: в 15 т. / РАН. ИРЛИ; под ред. Д. С. Лихачёва, Л. А. Дмитриева, А. А. Алексеева, Н. В. Понырко. — СПб.: Наука, 1997—2006. — (Т. 1: XI—XII века — Т. 15: XVII век) (Оригинальные тексты древнерусских литературных произведений с синхронными переводами на современный русский язык и научными комментариями) | Электронная версия, публикация Института русской литературы (Пушкинский Дом) РАН.
- Вирши. Силлабическая поэзия XVII—XVIII веков / общ. ред. П. Беркова. — Л.: Сов. писатель, 1935. — 322 с. — (Библ. поэта, Малая сер., 3). — 10 500 экз.
- Демократическая поэзия XVII века. — М., 1962.
- Жужукины дети, или, Притча о недостойном соседе: Антология короткого рассказа: Россия, 2-я половина XX века / сост. А. И. Кудрявицкого. — М.: НЛО, 2000. — 625 с. — ISBN 5-86793-080-7.
- «Изборник»: Сб. произведений литературы Древней Руси / сост. и общ. ред. Л. А. Дмитриева, Д. С. Лихачёва. — М.: Худож. лит., 1969. — 799 с. — (Библ. всемир. лит., сер. 1, т. 15).
- Нестоличная литература: Поэзия и проза регионов России / сост. Д. Кузьмин. — М.: НЛО, 2001.
- Очень короткие тексты: В сторону антологии / сост. Д. Кузьмин. — М.: НЛО, 2000. — 400 с. — ISBN 5-86793-082-3.
- Первая любовь: Повести и рассказы русских писателей середины и второй половины XIX века (сборник) / подг. изд. В. Смирнова. — М.: Детс. лит., 1989. — 432 с. — ISBN 5-08-000686-2.
- Ранняя русская драматургия XVII — первая половина XVIII веков. — М., 1972.
- Русская демократическая сатира XVII века. — М., 1954.
- Русская литература XVIII века. 1700—1775. Хрестоматия. — М., 1979.
- Русская народная драма XVII—XX веков. — М., 1953.
- Русская повесть XVII века. — М., 1954.
- Русская поэзия. XX век: Антология / под ред. В. А. Кострова. — М.: ОЛМА-Пресс, 1999. — 926 с. — 11 000 экз. — ISBN 5-224-00134-X.
- Русская поэзия детям. — Л.: Сов. писатель, 1989. — 768 с.
- Русская романтическая новелла / сост. и вступ. ст. А. Немзера. — М.: Худож. лит., 1989. — 386 с. — (Классики и современники). — 2 000 000 экз. — ISBN 5-280-00755-2.
- Русская фантастическая проза XIX — начала XX века / Ю. М. Медведев. — М., 1989.
- Русские поэты: Антология русской поэзии в 6 т. / сост. В. И. Коровин. — М.: Детс. лит., 1989—1996.
- Русские цветы зла: Антология русской прозы конца XX века / сост. В. Ерофеев. — М.: Эксмо-Пресс, 1997.
- Самиздат века. Итоги века. Взгляд из России / сост. А. И. Стреляный, Г. В. Сапгир, В. С. Бахтин, Н. Г. Ордынский. — Минск—М.: Полифакт, 1997.
- Современная русская проза. 22 рассказа / сост. Г. Дурстхофф. — М.: Захаров, 2003. — ISBN 5-8159-0302-7.
- Старый русский детектив. — Вып. 1—5. — Житомир: Олеся, 1992—1993.
- Тамиздат: 100 избранных книг / сост., вступ. ст. М. В. Сеславинского. — 2-е изд. — М.: Олма-пресс, 2014. — 640 с. — 1 000 экз. — ISBN 978-5-373-06071-4.
- Уголовный роман. — М.: ИРДАШ, 1992. — 320 с.
- Храм снов: Русская фантастика 10—30 годов XX века. — М.: Тerra, 1993. — 512 с.
- Шедевры русской поэзии. Вторая половина 20-го века / сост. С. А. Надеев. — М.: Литературная газета; Фонд «Сибирские огни», 2011. — 344 с.